# 日本相撲協会
公益財団法人日本相撲協会（にほんすもうきょうかい、英語: Japan Sumo Association）は、大相撲興行の幕内最高優勝者に対して「摂政宮賜杯」（のちの天皇賜杯）を授与するために1925年に財団法人として設立され、2014年に公益財団法人に移行した相撲興行団体である。
公益財団法人に移行する前は、文部科学省スポーツ・青少年局競技スポーツ課所管特例財団法人であった。通称「相撲協会」。日本国外のメディアでは「Japan Sumo Association」および、その略称の「JSA」が使われる。

## 概要
定款第3条（目的）には、「この法人は、太古より五穀豊穣を祈り執り行われた神事（祭事）を起源とし、我が国固有の国技である相撲道の伝統と秩序を維持し継承発展させるために、本場所及び巡業の開催、これを担う人材の育成、相撲道の指導・普及、相撲記録の保存及び活用、国際親善を行うと共に、これらに必要な施設を維持、管理運営し、もって相撲文化の振興と国民の心身の向上に寄与することを目的とする。」との定めがある。この建前に基づき、青少年・学生への相撲の指導奨励、相撲教習所の維持運営、国技館の維持運営、相撲博物館の維持運営などをしているものの、主な事業は、本場所・巡業の興行である。
日本相撲協会の構成員は、力士、年寄、行司、呼出、床山、若者頭および世話人であり、これらは全て男性で、前相撲・付出の力士や階級下位の呼出・床山を除き全員が毎場所編成（昇降格）・発表される番付に掲載される。力士以外の協会員、特に行司、呼出、床山は総称して裏方と呼ばれる。なお日本相撲協会の構成員とは別に事務局職員もおり、事務局職員には女性も在籍している。
協会は、「興行」スポーツとしての人気と「国技」としての相撲道の実践の二面性が特徴であり、その歴史はこの二つの板挟みで立ち位置を模索し続けたものである。興行団体として出発しながら1925年に「摂政宮賜杯」（現在の賜杯）を受けたことで国技の啓蒙活動を担う団体としての国家のお墨付きを得た。これにより本場所・巡業の独占的な興行権を保障される代わりに、国技らしさを求める世論（戦前であれば「国威発揚」、戦後であれば「横綱の品格」に代表される力士の公人性等）を無視できなくなり、不祥事が起こるたびに力士たちは非難を浴びることになる。
公益法人としての適格性については、公益事業として相撲の指導普及を図るため指導普及部を設置し、指導普及部一般会員の進級試験も行っているものの、常設の指導者養成機関を持ったことは一度もなく、「興行に拘りすぎて、財団法人としての責任義務を果たしていないのではないか」という意見が多数ある。また、公益法人制度改革に関する有識者会議においても、法人の公益性の存在について疑義が提示された。
2020年3月6日の理事会で、日本プロスポーツ協会が内閣府公益認定等委員会から組織ガバナンスの是正を求める命令を受ける状況から、相撲協会は日本プロスポーツ協会への加盟継続が適切でないと独自に判断し、脱退を決定した。
2021年には協会が大手製紙メーカーである北越コーポレーションから中古のビルを購入し、このビルに報知新聞社がテナントとして入居する事が決定し、2022年6月10日に報知新聞社が移転することとなった。この不動産取引にあたり、協会の事業に「国技館ビルの維持及び管理並びに賃貸借運営」を追加する定款改正が行われた（改正後の定款第4条9号）。
2022年8月23日、大相撲による地域活性化を目指し、墨田区と包括連携協定を結んだ。協会が自治体と連携協定を結ぶのは初。
ロゴマークは、桜の花びらをイメージしたもの。

## 沿革
母体は東京に本拠を置いた「東京大角力協会」であり、その起源は江戸時代に遡る。下記以外の歴史については、『大相撲の歴史』を参照。
- 1925年12月9日 - 時事通信社が「東京大相撲協会が財団法人大日本相撲協会に組織替え」と報道（当時の正式名称は「東京大角力協会」）。
- 1925年12月28日 - 財団法人大日本相撲協会設立が許可される。
当時摂政皇太子であった昭和天皇の台覧のおり下賜された奨励金から「摂政宮賜杯」（のちの天皇賜杯）をつくったが、興行主に過ぎない団体が菊花紋章の入った優勝杯を使用するわけにはいかず、財団法人設立の許可を受けた。この許可も、そもそも団体の存在に公益性がないことからどうやら難しそうだと見て、あえて年末に申請して強引に許可を受けたという裏話が残っている。
- 1927年1月5日 - 大坂相撲協会が解散し、大日本相撲協会に合流して、東西大相撲が合併。
- 1927年1月7日 - 新しい番付を発表（1925年から1926年にかけて行われた東西連盟大相撲の成績をもとに作成）
- 1927年1月8日 - 役員改選し、会長には福田雅太郎（陸軍大将）が就任。
- 1928年1月　- 大日本相撲協会に改称。
- 1966年4月1日 - 財団法人大日本相撲協会から財団法人日本相撲協会に改称（文部省関係許可認可等臨時措置令施行規則の一部を改正する省令（昭和41年文部省令第6号））。
- 2014年1月28日 - 公益財団法人の認定を受ける[8]。
- 2014年1月30日 - 財団法人日本相撲協会から公益財団法人日本相撲協会に改称。

## 役員
公益財団法人となったため、役員の規定が大きく変わった。

### 評議員
- 定款第12条に基づき、評議員の定数は5名以上7名以内（総数の過半数は外部有識者）。
  - 力士経験者からも3名以内が評議員として選出されるが、理事の選任や解任など強い権限を持つため年寄との兼務が認められておらず、現役年寄が選任された場合は評議員就任ともに年寄株を持ったまま年寄をいったん退任する[9]。したがって理事以下の役職には就かず、番付をはじめ相撲協会のHPにも本名で記載される。2014年3月場所の番付では、当時の評議員大徹忠晃、巌雄謙治、大竜忠博（いずれも現役時代の四股名）の3名が、本名で記載された。その後も異動（辞任、新任）が番付に反映された。ただし、2018年3月26日の評議員会で新たに選任された力士出身の評議員は3人とも現役の年寄ではなかった[10]。2022年3月28日の評議員会でも現役の年寄は選任されなかった。
- 任期は、選任後4年以内に終了する事業年度のものに関する定時評議員会の終了の時まで。すなわち、2022年3月～2026年3月（予定）開催の評議員会まで。

| 氏 名      | 氏 名      | 肩 書                                                                | 備 考        |
| ---------- | ---------- | -------------------------------------------------------------------- | ------------ |
| 外 部      | 海老沢勝二 | 元日本放送協会会長 第11代横綱審議委員会委員長 元日本相撲協会外部理事 | 評議員会議長 |
| 外 部      | 木村惠司   | 元三菱地所会長                                                       |              |
| 外 部      | 瀧野欣彌   | 元内閣官房副長官                                                     |              |
| 外 部      | 九条道成   | 明治神宮宮司                                                         |              |
| 力士出身者 | 森田武雄   | 元関脇・藤ノ川武雄 元日本相撲協会理事                                |              |
| 力士出身者 | 石田佳員   | 元関脇・鷲羽山佳和 元日本相撲協会理事                                |              |
| 力士出身者 | 小塚一     | 元前頭2枚目・朝乃翔嚆矢                                              |              |

### 理事・副理事
理事は、年寄から選ばれる理事候補と、外部から選ばれる理事候補から、評議員会によって任命される。定員は10名から15名の間。年寄からの理事候補は、全年寄による単記無記名の投票によって選出される（以前の財団法人時代には、現役力士代表と立行司にも選挙権があったが、公益財団法人移行にともない、力士と行司の選挙権はなくなった）。
理事会は互選で理事長（代表理事）を選出する。年寄からの理事で、理事長以外の理事が業務執行理事となる。
また、副理事は年寄による選挙により、年寄の中から副理事候補が選出され、理事会で任命される。

### 監事
監事は外部有識者2名から3名が、評議員会で任命される。

### 現在の役員
2024年3月27日現在
- 太字は理事長経験者

| 役職   | 役職                   | 氏名       | 肩書（内部理事は年寄名と現役時代の四股名） | 備考         |
| ------ | ---------------------- | ---------- | ------------------------------------------ | ------------ |
| 理事長 | 理事長                 | 保志信芳   | 八角信芳（第61代横綱・北勝海信芳）         | 高砂一門     |
| 理 事  | 博物館館長代行         | 保志信芳   | 八角信芳（第61代横綱・北勝海信芳）         | 高砂一門     |
| 理 事  | 事業部長               | 綛田清隆   | 春日野清隆（関脇・栃乃和歌清隆）           | 出羽海一門   |
| 理 事  | 全国維持員会会長       | 綛田清隆   | 春日野清隆（関脇・栃乃和歌清隆）           | 出羽海一門   |
| 理 事  | 博物館運営委員         | 綛田清隆   | 春日野清隆（関脇・栃乃和歌清隆）           | 出羽海一門   |
| 理 事  | 巡業部長               | 小林秀昭   | 境川豪章（小結・両国梶之助）               | 出羽海一門   |
| 理 事  | 地方場所部長（名古屋） | 小岩井昭和 | 出羽海昭和（前2・小城乃花昭和）            | 出羽海一門   |
| 理 事  | 教習所長               | 青木康     | 芝田山康（第62代横綱・大乃国康）           | 二所ノ関一門 |
| 理 事  | 地方場所部長（大阪）   | 久我準人   | 伊勢ノ海準人（前3・北勝鬨準人）            | 時津風一門   |
| 理 事  | 広報部長               | 鎌谷満也   | 佐渡ヶ嶽満宗（関脇・琴ノ若晴將）           | 二所ノ関一門 |
| 理 事  | 総合企画部長           | 鎌谷満也   | 佐渡ヶ嶽満宗（関脇・琴ノ若晴將）           | 二所ノ関一門 |
| 理 事  | 博物館運営委員         | 鎌谷満也   | 佐渡ヶ嶽満宗（関脇・琴ノ若晴將）           | 二所ノ関一門 |
| 理 事  | 危機管理部長           | 山田利郎   | 勝ノ浦利郎（前2・起利錦利郎）              | 時津風一門   |
| 理 事  | コンプライアンス部長   | 山田利郎   | 勝ノ浦利郎（前2・起利錦利郎）              | 時津風一門   |
| 理 事  | 監察委員長             | 山田利郎   | 勝ノ浦利郎（前2・起利錦利郎）              | 時津風一門   |
| 理 事  | 警備本部長             | 山田利郎   | 勝ノ浦利郎（前2・起利錦利郎）              | 時津風一門   |
| 理 事  | 博物館運営委員         | 山田利郎   | 勝ノ浦利郎（前2・起利錦利郎）              | 時津風一門   |
| 理 事  | 審判部長               | 宮本勝巳   | 高田川勝巳（関脇・安芸乃島勝巳）           | 二所ノ関一門 |
| 理 事  | 指導普及部長           | 宮本勝巳   | 高田川勝巳（関脇・安芸乃島勝巳）           | 二所ノ関一門 |
| 理 事  | 生活指導部長           | 宮本勝巳   | 高田川勝巳（関脇・安芸乃島勝巳）           | 二所ノ関一門 |
| 理 事  | 博物館運営委員         | 宮本勝巳   | 高田川勝巳（関脇・安芸乃島勝巳）           | 二所ノ関一門 |
| 理 事  | 新弟子検査担当         | 宮本勝巳   | 高田川勝巳（関脇・安芸乃島勝巳）           | 二所ノ関一門 |
| 理 事  | 地方場所部長（福岡）   | 古賀博之   | 浅香山博之（大関・魁皇博之）               | 伊勢ヶ濱一門 |
| 理 事  | （外部理事）           | 山口寿一   | 読売新聞グループ本社代表取締役社長         |              |
| 理 事  | （外部理事）           | 高野利雄   | 元名古屋高等検察庁検事長                   |              |
| 理 事  | （外部理事）           | 今井環     | 元日本放送協会理事                         |              |
| 監 事  | 監 事                  | 梶木壽     | 元広島高等検察庁検事長                     |              |
| 監 事  | 監 事                  | 福井良次   | 元総務省総務審議官                         |              |
| 監 事  | 監 事                  | 神津十月   | 作家                                       |              |

2024年3月27日現在、出羽海一門が理事を3名出している一方、高砂一門と伊勢ヶ濱一門の理事は1名だけである。現役時代の最高位が「大関」以上の理事は3人で、「前頭」の理事が3人いることも特徴として挙げられる。

### 理事長
- 常ノ花以降の歴代理事長を一門別に分けると、出羽海一門7度、時津風一門2度、二所ノ関一門2度、高砂一門1度となる。また、出羽海一門以外の理事長が就任した場合、全てその前任と後任は出羽海一門の親方となっている（出羽海一門の親方同士で理事長を交代した例はある）。
- 力士出身でない初代（陸軍中将）と第10代の代行（弁護士）を除くと、すべて部屋持ち親方、もしくは部屋持ちの経験がある親方で、部屋持ちの経験がない親方が理事長を務めた例はない。理事長在任時に部屋持ちでなかった親方は任期前半の藤島→出羽海秀光（理事長就任時は部屋持ちではなかったが、理事長在任中に出羽海部屋を継承して部屋持ちとなった）、武蔵川喜偉（理事長就任前の出羽海親方時代に部屋持ち経験あり）と任期後半の出羽海智敬→境川尚（理事長職専念のため境川に名跡変更）の3人のみ。
- 再任経験があるのは北の湖敏満のみ。
- 力士出身の理事長は元横綱および元大関による就任が慣例となっているが、制度上は現役時代の最高位について制限は無い。力士出身の理事長で最高位が関脇以下だったのは4代目理事長を務めた武蔵川喜偉が唯一。
- 理事長への就任と現役時代の優勝回数は無関係。そのため、30回以上の優勝を記録した大鵬幸喜・千代の富士貢はいずれも理事長に就任していない。

#### 歴代理事長
| 代数 | 名前                | 一門     | 在職期間                 | 最高位     | 現役名       | 備考                                               |
| ---- | ------------------- | -------- | ------------------------ | ---------- | ------------ | -------------------------------------------------- |
| 初代 | 廣瀬正徳            |          | 1920年1月-1938年9月      |            |              | 陸軍主計中将                                       |
| 2代  | 藤島秀光→出羽海秀光 | 出羽海   | 1944年3月-1957年5月      | 第31代横綱 | 常ノ花寛市   | 自殺未遂により任期途中で退任。                     |
| 3代  | 時津風定次          | 時津風   | 1957年5月-1968年12月     | 第35代横綱 | 双葉山定次   | 公選初代理事長。任期途中で死去。                   |
| 4代  | 武蔵川喜偉          | 出羽海   | 1968年12月-1974年1月     | 前頭筆頭   | 出羽ノ花國市 | 最高位が関脇以下としては唯一の理事長就任。         |
| 5代  | 春日野清隆          | 出羽海   | 1974年2月-1988年1月      | 第44代横綱 | 栃錦清隆     | 二子山が理事長代理                                 |
| 6代  | 二子山勝治          | 二所ノ関 | 1988年2月-1992年1月      | 第45代横綱 | 若乃花幹士   |                                                    |
| 7代  | 出羽海智敬→境川尚   | 出羽海   | 1992年2月-1998年1月      | 第50代横綱 | 佐田の山晋松 |                                                    |
| 8代  | 時津風勝男          | 時津風   | 1998年2月-2002年1月      | 大関       | 豊山勝男     |                                                    |
| 9代  | 北の湖敏満          | 出羽海   | 2002年2月-2008年9月      | 第55代横綱 | 北の湖敏満   | 任期途中で大相撲力士大麻問題の責任を取り辞任       |
| 10代 | 武蔵川晃偉          | 出羽海   | 2008年9月-2010年8月      | 第57代横綱 | 三重ノ海剛司 | 任期途中で大相撲野球賭博問題の責任を取り辞任       |
| 代行 | 村山弘義            |          | 2010年7月4日-8月5日      |            |              | 弁護士、元東京高等検察庁検事長                     |
| 11代 | 放駒輝門            | 二所ノ関 | 2010年8月-2012年1月      | 大関       | 魁傑將晃     |                                                    |
| 12代 | 北の湖敏満          | 出羽海   | 2012年2月-2015年11月20日 | 第55代横綱 | 北の湖敏満   | 任期途中で死去。                                   |
| 代行 | 八角信芳            | 高砂     | 2015年11月21日-12月17日  | 第61代横綱 | 北勝海信芳   | 事業部長による代行。後に正式に理事長に選出された。 |
| 13代 | 八角信芳            | 高砂     | 2015年12月18日-          | 第61代横綱 | 北勝海信芳   |                                                    |

- 年寄名は就任時
- 戦前は会長職を置いていた。会長を務めたのは福田雅太郎（1928年1月-1930年5月）、尾野実信（陸軍大将、1930年5月-1939年5月）、竹下勇（海軍大将、1939年5月-1945年11月）。福田も含めすべての会長が陸海軍の大将で、このことはベースボールマガジン社発行の月刊誌「相撲」のコーナーにおいても詰問されたことがあった。ただ、当時軍人をトップに戴いていた組織はそう珍しくはなかった（その後も政治家や高級官僚OBを会長とする法人は珍しくない）。

#### 理事長辞任
- 1957年5月 2代理事長 出羽海秀光 - 一族が経営する相撲茶屋（のちの国技館サービス）での不明朗な経理処理など、協会のありかたが国会で問われたことから、割腹自殺未遂[14]。
- 2008年9月 9代理事長 北の湖敏満 - 大相撲力士大麻問題（弟子の白露山も解雇された）で理事長辞任[14][15]。その後2012年2月に再任。
- 2010年8月 10代理事長 武蔵川晃偉 - 2010年5月に端を発した一連の大相撲野球賭博問題により、同年7月場所を謹慎後、一時復職するが、体調不良により理事長辞任[16]。

## 協会組織
それぞれの長は理事が務め、その指示のもと各年寄が職務に当たる。2以上の部署を兼任する年寄も多い。
職階は従前と同じく、委員、主任、年寄で、理事、副理事でない副部長は役員待遇委員となる。なお、2014年11月より停年退職の年寄が再雇用される際は参与の処遇となって職務を分掌することになった。
- 相撲教習所
新たに相撲協会に登録された力士を6ヶ月間指導教育する。
- 指導普及部
相撲伝承のため相撲技術の研修、指導普及相撲道に関する出版物の刊行等を行う。公益法人としての公益事業として一般会員の進級試験も担当する。原則として委員以下の年寄は全員所属する。
- 生活指導部
協会員の生活指導に当たり、適宜適切な指導を行う。部屋持ち親方は全員所属する。
2010年10月に設置された自立就職支援相談室も生活指導部の所管である。
- 事業部
東京での本場所の実施運営を行う。
- 審判部
本場所相撲における勝敗の判定及び取組の作成を行う。番付の編成も審判部の所管である。
- 地方場所部
大阪、名古屋、福岡の地方本場所の実施運営を行う。
- 巡業部
地方巡業の実施運営を行う。
- 広報部
国内および海外に対する広報業務を行う。また、映像の撮影、製作、管理を担当する。
- 社会貢献部
災害の被災地支援などを行う[17]。
- 相撲競技監察委員会
本場所相撲における故意による無気力相撲を防止し、監察、懲罰することを目的とする。
- 相撲博物館
主に相撲の研究、相撲資料の展覧・整理・保管および出版物の刊行を行う。国技館に併設されている。館長は協会を退職した役員経験者が務めるのが通例であり、運営委員が理事・副理事から選任される。
- 健康保険組合
日本相撲協会は独自に健康保険組合を運営しており、構成員全員をその組合員としている。主な業務は相撲協会診療所の運営であり、主に構成員の診療にあたるが、一般人の診療も可能である。

## 財団法人時代の役員

### 役員総説
- 役職・階級
  - 最高位は理事長である。設立当時の最高位は会長だったが、戦後廃止された。
  - 役職は、理事、副理事（2008年以前は監事）、役員待遇委員、委員、主任、年寄（平年寄ともいう）の6職階に分かれている。なお、役員として監事が職階としてもあったが、法人法制上は理事の監督機関であるはずの監事が、理事である部長の部下の副部長として業務執行に関与するなどの実態が問題視された。そのため、監督官庁である文部科学省の指導により、法制上の監事は、のちに外部登用をしている。それに対し、職階としての監事は「副理事」となった。また、1968年までは理事の上に取締という役職を置き、取締が協会運営の中枢を担っていた。さらに、1959年には主任の上位に参与の職階を制定したが、1996年の音羽山（若ノ海）の停年退職後、参与の任命者はゼロで2007年1月に日本相撲協会寄附行為が改正され一旦廃止された。
    - 力士は、引退後に平年寄（元横綱は引退後5年間、元大関は同様に3年間委員待遇）として指導普及部へ配属され、警備やもぎりなどを担当する。その後の改選時に主任、さらには委員に昇格する。ただし、年寄名跡を所有していない、いわゆる借株の年寄は平年寄に留め置かれ、番付においては、年寄株を所有している他の平年寄より下に置かれる。
- 定員
  - 役員（理事・副理事）の定数は、寄附行為の定めにより、理事は9名以上13名以内、副理事は3名以内。
- 任期・選任方法
  - 理事長は理事の互選で定める。
  - 役員（理事・副理事）の任期は2年で、西暦偶数年の1月場所後に選任される。
  - 役員は、評議員（年寄名跡105名以内+一代年寄2名、現役力士4名以内、行司2名以内で構成）の投票による選挙で選出される。現役力士、行司の評議員は、それぞれ力士会、行司会の互選で定める。
    - 現役力士の評議員は、慣例として日本国籍を有する番付上位（横綱・大関）の者が選ばれる。2000年代後半以降は横綱・大関に占める外国人力士の割合が高くなったため、現役力士の評議員は慢性的に4人を割り続けている。2011年7月場所で大関魁皇が引退同年9月場所後に琴奨菊が大関に昇進するまで、該当者がいなくなっていた時期がある。
    - 行司の評議員は立行司がつとめるのが慣例である。

  - 役員（理事・副理事）の立候補・投票制度は、1968年1月の協会機構改革により、確立された。1968年の最初の選挙では、監事候補が4名になったため、投票が行われた（高砂一門の9代若松が落選）が、それ以来、各一門が一門別の評議員（選挙人）に応じて立候補者数を調整し、理事・監事選挙に臨んだため、1970年から1996年までの連続14期・28年間は、全ての理事・監事が無投票で選出されていた。選挙が行われた時期は、1998年、2000年、2002年、2010年、2012年、2014年の6回である（協会理事と一門）。
    - 1998年の改選の際には、18代間垣（2代若乃花（二所ノ関一門））および8代高田川（前の山太郎（高砂一門を破門））が一門の調整外で立候補し、18代陣幕（北の富士勝昭（高砂一門））が候補から外されたことで協会を退職したため、理事候補者が11人となり、初めて投票による理事選挙が実施された（当時の理事定数は、7名以上10名以内）。
    - 2010年2月の改選の際には、貴乃花が、二所ノ関一門を離脱して、調整外で立候補することを表明。定数10に対し、11人が理事に立候補することとなり、2002年以来4期ぶりに理事選挙の投票が実施された。その結果、貴乃花が当選し、現行の役員制度になってから5番目に若い理事となった。
- 外部役員の導入
  - 時津風部屋力士暴行死事件で15代時津風らが逮捕されたことを受け、監督官庁の文部科学省から「外部の識者を相撲協会の理事に迎えて、相撲ファンの声が届くような体制にして戴きたい」と強く指導されたため、協会では寄附行為（企業の定款に相当）を変更するとともに、2008年9月30日、臨時理事会と評議員会を開催し、戦後初めて親方以外から理事2名および監事1名を決定、選任した[18]。同時に、3名の親方が務めていた監事は副理事に名称変更された。
  - また、外部理事及び監事は、番付には記載されなかった。
- 役員経験者の処遇
  - 理事長経験者は相談役として、理事と同等の待遇を受ける。また、理事経験者や副部長の職責を全うできる者は、役員待遇として副理事と同等の待遇を受けることができる。

### 理事・監事
寄付行為により、理事定数は10名以上15名以内（うち年寄7名以上10名以内、外部理事5名以内）、監事定数は3名以内。
理事長以外の理事は各部の部長を務める。監事は、理事会及び評議員会に出席できるものの議決権はない。法律では、財団法人の監事は、「理事の業務執行の状況を監査する」機関である。しかし、監事が外部役員となるまでは、理事の部長に対して、監事は副部長として業務執行に従事するなど、法制度を無視する業務執行が行われ、監事の理事の業務執行に対する監査機能が軽視されていた。

## 外部機関
- 横綱審議委員会
1950年発足の諮問機関。委員は好角家・有識者のうちから協会が委嘱する。横綱推薦、その他横綱に関する諸種の案件に関して、協会からの諮問へ答申したり、協会の発議に基づいて進言する。

- 運営審議委員会
1957年発足の諮問機関。委員は学識経験者や財界人など。協会の予算や運営など重要事項について提言する。協会の公益財団法人移行により、2014年解散[19]。

- 再発防止検討委員会
2007年の時津風部屋力士暴行死事件を受けて発足。委員は、協会からは11代伊勢ノ海（委員長）、10代友綱、11代秀ノ山、10代中村、20代桐山、9代松ケ根、19代千賀ノ浦、15代井筒の8親方、外部からは塔尾武夫（日本相撲連盟副会長）、やくみつる（漫画家）、山口弘典（日本プロスポーツ協会前副会長）、山本浩（元NHK解説委員）。2008年4月に再発防止に向けた提言をまとめた[20]。
2009年1月の委員会を最後に「生活指導部特別委員会」と改称し、2010年2月の役員改選に伴い一時的に解散した[21]。同年4月に一部の委員を入れ替えて再発足[22]、同年6月に年寄・関取を対象とした講習会を開いた[23]。

- ガバナンスの整備に関する独立委員会
2010年7月10日発足の第三者機関。前身は大相撲野球賭博問題等を調べる「特別調査委員会」[24]。当時の懸案であった協会の公益財団法人認定に向けて、協会全般の改革を目的として外部有識者からなる[25][26]。議決権の無いオブザーバーとして親方や力士も参加する。会合を重ね、2011年2月17日に「日本相撲協会公益法人化へ向けての改善策」を答申して活動を終えた[27]。
委員会のメンバーは、奥島孝康（座長）、中島隆信（副座長）、木暮浩明、山本浩、岡本浩一、菅原哲朗、新田一郎、深澤直之、前田雅英、渡邉美樹、森まゆみ。

- 暴力問題再発防止検討委員会
2017年の日馬富士暴行事件等を受けて2018年2月に発足した第三者委員会。委員長は元検事総長の但木敬一、委員に元ソフトボール女子日本代表監督の宇津木妙子ら。親方や力士、行司ら相撲協会関係者ら約900人からの聞き取り調査を行い、2018年10月に報告書をまとめて解散した[28][29][30]

- 大相撲の継承発展を考える有識者会議
2019年5月に発足した諮問機関。「大相撲の国際化が進む中で、相撲道の伝統を継承、発展させていくため、大所高所からの提言」「相撲道と調和させた協会独自の自己規律（ガバナンス）の指針作成」の2点について、全11回の会合を重ね2021年4月に報告書を提出した[31][32]。委員長に山内昌之（歴史学者）、特別顧問に今井敬（経団連名誉会長）、委員に王貞治（福岡ソフトバンクホークス会長）、阿刀田高（作家）、松本白鸚（歌舞伎役者）、紺野美沙子（女優）、大谷剛彦（元最高裁判事）、但木敬一（元検事総長）。

## 不祥事・騒動
近年では数々の不祥事が明るみに出て、公益法人としての責任・あり方が問われている。
2007年には「週刊現代」による八百長疑惑報道、時津風部屋力士暴行死事件、第68代横綱・朝青龍の無断帰国・巡業休場問題が相次いで発生し世間の注目を集めた（朝青龍は2010年に別の不祥事により引責引退。八百長疑惑については『週刊現代』の出版元である講談社を相手取り、力士・年寄により損害賠償を求める複数の民事訴訟が提起され、2011年2月現在すべて勝訴している）。
2008年8月には、現役力士の大麻所持が発覚。協会の再発防止検討委員会が実施した抜き打ち薬物検査で陽性反応が出て、当時の北の湖理事長が辞職した。
2010年5月には大関・琴光喜の野球賭博関与に端を発し、少なからぬ力士が常習的に野球賭博を行っていたことが明るみに出た。さらに同年6月には現役の親方が暴力団幹部に本場所を維持員席（いわゆる「砂かぶり席」）で観戦させていたことが発覚した。
2011年にはそれまで協会が否定しつづけてきた八百長疑惑で、警察によって八百長に関与したとされる力士の携帯電話のメールの存在が明らかとなり、一部力士が関与を認めたとされ、これを受けて相撲協会は史上初めてとなる「不祥事による本場所開催の中止」を決定した。
2017年から2018年にかけては、秋巡業中に日馬富士による貴ノ岩への暴行事件（日馬富士は引責引退。後に貴ノ岩も付き人に暴行を行い引責引退）、立行司によるセクシャルハラスメント行為の発覚、十両・大砂嵐による無免許運転行為（大砂嵐は引退勧告を受け引退）など、協会内における不祥事が相次いだ。2018年春巡業での大相撲舞鶴場所では舞鶴市長の多々見良三が土俵上での挨拶中に倒れ、救命処置のため土俵に上がった女性たちに対して行司が「女性の方は土俵に上がらないでください。土俵から降りてください」などと複数回にわたり不適切なアナウンスを行ったことについて、巡業における救命体制の問題点の指摘や女性差別であるとの記事が海外にも配信され、批判を浴びた。八角理事長が巡業当日の夜に謝罪、行司は同年7月に辞職している。
2019年12月、佐賀市で行われた大相撲の冬巡業の際、インフルエンザと診断された貴源治が、春日野巡業部長の指示により取組を行っていた。この冬巡業ではインフルエンザが流行して発症した力士・親方・裏方が次々離脱しており、同月行われた力士会に出席した尾車事業部長は関取衆の前で「今は冬巡業から東京に戻って来てからだが、福岡で場所前とかに予防接種を受けられるようにしたい」と改善案を示し、現在は11月場所前に接種が行われている。
2020年春以降、新型コロナウイルス感染症の流行に伴い、協会では「新型コロナウィルス感染症対応ガイドライン」を定め、協会員に遵守を求めているが、親方・力士による不要不急の外出といったガイドライン違反がしばしば発覚し、処分を受ける事例が続出する状況となっている（後述）。
2021年にはガイドライン違反による処分以外にも、十両・貴源治による大麻の所持・使用が判明し解雇されたほか、幕内・英乃海と十両・紫雷が埼玉県内の違法賭博店に出入りし、賭博行為を行ったとして警察により書類送検を受けるなど、協会員の触法行為の判明が続いている。
2023年には、協会の事務局職員に対する時間外労働やタイムカードの打刻漏れに対する不適切な管理、一部職員に対するパワーハラスメント、不誠実な業務対応など、協会事務局内部の不適切な労務状態がコンプライアンス委員会に匿名で告発され、調査の結果、同年9月に協会は事務局を統括する主事に出勤停止1か月、女性室長に1階級降格（その後退職予定）などの処分が行われている。

### 相次ぐ暴力行為と暴力行為禁止規定の施行
2017年に起きた横綱・日馬富士による幕内・貴ノ岩に対する傷害事件を皮切りに、力士による付き人など後輩力士への暴力行為の発覚が相次ぎ、協会は2018年10月25日に「指導名目その他、いかなる目的の、いかなる暴力も許さない」などとする7条にわたる「暴力決別宣言」を発表した。しかし、それから間もない11月に、日馬富士の一件では被害者であった貴ノ岩が巡業中に付き人への暴力行為を行ったことが発覚している。一連の暴力行為発覚に対して、協会は同年12月19日の臨時理事会で21条にわたる「暴力行為禁止規定」を定め、同日付で施行した。暴力行為が発覚した場合、協会員に対する処分内容としては、
1. 横綱の場合は、「横綱は最高位で、社会的責任も大きい（鏡山危機管理部長）」として「引退勧告」以上の厳重な懲戒処分を行う。
2. （横綱以外の）関取の場合は、出場停止1場所が一応の基準とし、事案の内容、程度、情状、その関取の番付などを考慮することにより、適切な懲戒処分を行う。
3. 幕下以下の場合は、事案の内容、程度、情状、番付などにより、出場停止のほか譴責、または懲戒に至らない注意処分なども選択し得ると考える。その力士が未成年者かどうかなど、年齢も重要な要件となる。
4. 未成年力士については、師匠の指導に付する処分を設ける。
5. 親方衆（による暴力行為）については、「現役力士以上に厳しく対処する（八角理事長）」としている。

また、暴力再発防止のためのコンプライアンス委員会を新設し、以下の人物が就任した。処分事案と見られる問題が発生した場合、相撲協会はコンプライアンス委員会に詳しい調査と処分意見の答申を依属し、答申に基づいて理事会で処分を決定することとなった。
- 委員長：青沼隆之（名古屋高等検察庁 第12代検事長）
- 外部委員
  - 安倍嘉人（東京高等裁判所 第39代長官）
  - 神津カンナ（作家・エッセイスト）

同時に鏡山危機管理部長に加え、各一門の親方衆から15代出来山（元関脇・出羽の花、出羽海一門）、12代西岩（元関脇・若の里、二所ノ関一門）、13代勝ノ浦（元幕内・起利錦、時津風一門）、13代東関（元幕内・潮丸、高砂一門）、5代大島（元関脇・魁輝、伊勢ヶ濱一門）を委員に任命し、暴力問題などの通報、相談窓口とした。
暴力問題は相撲協会の財政に爪痕を残しており、2018年度の決済で暴力問題再発防止検討委員会が協会員らに行った調査費用に約2億円かかったことなどが明らかになっている。この出費の結果として2017年度より黒字額が約3億4400万円減少している。
暴力禁止規定が施行された後も、力士による規定違反（鳴戸部屋、宮城野部屋、千賀ノ浦部屋、伊勢ヶ濱部屋）が発生したり、部屋師匠やおかみによるパワハラ、モラハラとも認識される事案（中川部屋、式秀部屋）が発生しており、当事者・関係者が処分を受けている（#過去に処分された力士・親方衆・関係者も参照）。
鳴戸部屋・千賀ノ浦部屋の事案では暴力の加害者である力士が勧告を受けて引退（伊勢ヶ濱部屋の事案は加害者の力士1名に引退勧告が具申されていたが、引退届を提出し受理）しており、中川部屋の事案では部屋閉鎖となっている。一方、式秀部屋のケースについては、パワハラを行ったおかみ（師匠10代式秀の夫人）が協会との直接の雇用関係が生じていないため、協会は10代式秀夫妻に注意するにとどまり、静観の態度をとっている。部屋付き親方もいないため、事態の改善については10代式秀が健康に留意しつつ取り組むしかなく、制度上の問題が指摘されている。

### 取組における安全対策の問題
近年、力士の大型化が進んだことで、取組において重傷を負う力士も散見される。
負傷休場した力士に対する救済制度である公傷制度は、北の湖理事長時代の2003年11月場所に廃止された。そのため、関取が幕下以下の地位まで陥落したまま元の番付に戻れなくなることもしばしばみられる。
そんな中、2021年には取組において安全対策が問われる重大な事故が相次いで発生した。1月場所10日目（1月19日）、幕下の湘南乃海と朝玉勢の一番で、行司が立ち合い不成立で待ったをかけた。しかし、頭同士がぶつかり、湘南乃海が脳震盪とみられる症状を起こして立ち上がれなくなった。審判団が協議し、本人の意思を確認した後に取組をやり直したが、この判断は危険だったとされ、日本相撲協会は1月場所後の理事会で「審判委員は、力士の立ち合いが成立する前に、相撲が取れる状態でないと認めた場合には、協議の上で当該力士を不戦敗とすることができる」と審判規則を一部変更した。
3月場所13日目（3月26日）、三段目の響龍は取組中に土俵際ですくい投げを受けた。その際に土俵の俵と土俵の間に頭部が落ちて挟まってしまい、頭部が固定されたかたちで、相手と自身の圧力がかかってしまったのではないかと至近で見ていた関係者は話している。響龍は土俵上でうつぶせ状態のまま動けなくなり、約1分後に呼出によって仰向けの状態とされた。約3分後に相撲診療所から医師が駆け付け、担架に乗せられて土俵を下りるまで6分以上を要することとなった。搬送先の病院に入院し頸椎損傷の疑いで治療が行われていたが、寝たきりの状態が続いて肺血栓塞栓症を発症。事故から約1か月後の4月29日18時20分、急性呼吸不全のため、28歳で死去した。取組における事故が元の死亡例は極めて異例であり、土俵下に医療関係者を常時待機させていなかったことや事故発生時の協会側の対応などを批判する意見もあった。
1月場所と3月場所の事態を受け、協会は5月場所前の5月7日に審判・警備担当の親方、相撲診療所の医師、若者頭や呼出など約60人が参加する応急対応処置講習会を、国技館の土俵周りで行った。講師を務めたのはNPO法人スポーツセーフティージャパン代表の佐保豊（アスレティックトレーナー）で、協会から「救急時にどのように搬送されるべきなのか、教えていただきたい、検証していただきたい」との依頼を受けたと取材に答えている。佐保は「土俵下に医療関係者を常時待機」させることは本場所中の15日間（8時30分頃から18時まで）行うことは現実的ではなく、迅速に医療機関に搬送するべきと判断した。救急であると誰が判断するかの意思統一と判断基準を審判部の親方に指導、搬送の知識や技術は最新の頭部を固定できるストレッチャーの使用法と併せて警備担当の親方に指導（救急隊員3人でも力士は運べないため）、また協会員から実際に起こるさまざまな事故のケースについて具体的な質問を受けてさらに検討を重ねていったという。
講習会の成果は5月場所よりあらわれている。協会関係者によると、力士がけがをした場合は救護を最優先とし、まず負傷者の搬送にあたる流れとなった。8日目の三段目取組で大翔成が負傷して土俵下に落ちたとき、8日目の幕下取組で小城の浜がひざを痛めて赤房下に落ちたとき、14日目の幕下取組で聖冴が負傷して土俵下に落ちたとき、いずれもすぐに警備担当の親方が駆けつけて1分以内に車いすが用意され迅速な搬送が行われた。
また、同年7月21日の定例理事会で安全管理委員会の設置が決まった。本場所や巡業での取組・稽古が安全に行われるための環境整備を行い、事故が発生した際に適切な対応をするため応急処置の訓練・講習会を実施、必要な器具や部品を用意し、最悪の事態を想定した緊急時対応計画の作成を行うという。委員長は警備本部長の11代春日野、副委員長は審判部副部長の18代藤島が務め、各一門から29代小野川（出羽海一門）、15代鳴戸（二所ノ関一門）、15代中川（時津風一門）、14代東関（高砂一門）、8代安治川（伊勢ヶ濱一門）が委員に就任した。
2022年1月場所2日目（1月10日）、正代と対戦した宇良が土俵下で頭を打つアクシデントがあったが、フラフラになった宇良が自ら立って土俵に戻って礼をして下がったことについて、「医務室に直行させないと」「土俵下にマットを敷けないものか？」と相撲協会に対する非難の声があがっていた。しかし同年3月11日の報道により、「動くな。そのまま、そのまま」と藤島審判長が制止したが、「大丈夫です」と宇良本人が振り切って行ってしまったのが事実であることが報じられた。「あれだけ観客が入っている中、土俵に戻れなかったら恥ずかしいという心理も働いてしまう。幕内力士なら、自分の体は自分が分かる。幕内力士が『大丈夫です』というなら、信用するしかない」と審判部の親方は話しており、審判が無理やり宇良を土俵にあげてなどはいなかったという。また土俵下にはゴム製のマットも敷いてあり、相撲協会側が安全対策について全く思考停止しているというわけでないことも説明された。土俵の高さについては親方衆の間でも意見が分かれるところであること、土俵下を広げることについては国技館は他のイベントでも使用できるように土俵を床下に格納する仕組みとなっているがそれが不可能となること、コロナ禍で減収が続く相撲協会の負担増となることなどから「土俵の形そのものを変える」ことは困難であるという。
2024年2月25日、本場所での取組中の力士の負傷・重大事故に備え、土俵近くに救急救命士を常駐させる方針であることが報じられた。同年3月場所より実施しており、3日目(12日)の前相撲で初対応。土俵下に転落し後頭部を強打した肥後光の状態を確認し、大事を取って救急搬送となった。

同年7月12日、学校法人国士館は日本相撲協会と救護救急医療体制の構築に関する協定書を締結したことを発表した。救急救命士の資格を持つ教職員・大学院生・卒業生が本場所の土俵周辺に待機し、対応するという。

### 処分
協会が賞罰規定で取り得る処分には、譴責・給与手当減額（減俸）・出場停止・力士衆に対する番付降下及び親方衆は降格並びに降格ができない場合の一定期間昇格見送り・引退勧告・解雇・除名がある。また、賞罰規定にはないが部屋持ちの親方が処分相当となった際に部屋を閉鎖させた（取り潰した）こともある。除名以外は理事会の決議で発動できる。なお、厳重注意は賞罰規定に定められた正式な処分ではない。

#### 除名
除名は旧法財団法人下では協会において最も重い懲罰と位置づけられ、理事会の4分の3以上の賛成で評議員会を招集、さらにその4分の3以上の賛成によって特別決議すると定められていた。
1925年（大正14年）に旧法財団法人日本相撲協会が設立された後、旧法財団法人、公益財団法人を通じて除名となった力士・親方はおらず、特に昭和末期以降は確定までの過程が理事会のみと緩い「解雇」によって除名と同等の意味を持たせるケースがほとんどを占める（後述）。戦前には清水川や真鶴、福住などが除名された例として存在するが、どれも正式な懲戒処分としては認められていない。この内清水川と福住は一定期間を経て処分を解除され、大相撲に帰参した。

しかし、明治時代には運営方法の対立から相撲協会とは別の団体を立ち上げようとした力士数名が除名となり、1873年（明治6年）冬場所の番付の四股名は墨塗りされてしまった。解雇と異なる点としては、上記の通り解雇以下の処分と比較して複雑な手続きを要すること、養老金、勤続加算金（一般企業の退職金に相当）の支払いが完全に行われないことの他、『週刊ポスト』2012年8月17・24日号では名前や成績などの記録が一切抹消される点が説明されている。
公益財団法人体制では、実務上除名に相当するのは「解雇」となる（後述）。解雇処分ではファンの理解を得られない余程の事態があった場合に評議員会の特別決議で対応する形を取る。

#### 解雇
協会における「解雇」は、一般企業の懲戒解雇と諭旨解雇の中間的な形と位置づけられている。理事会において機動的に処理できることから1990年代以降、罪を犯した現役力士や親方衆を協会からの永久追放に付す意味で使われている。
解雇を行う場合、理事会の4分の3の賛成で決議される。養老金、勤続加算金は理事会において支給見送りの付帯決議がなされなかった場合、本人からの請求によって支払われる。特別功労金（一般企業の特別退職金に相当。横綱・大関のみ）は支払われない。

なお解雇者への養老金については、2007年（平成19年）の15代時津風に対する処分の際、解雇者への養老金支払いについて明文規定がなかったにもかかわらず支払いが凍結されたため裁判に持ち込まれ、結局支払うことで両者が和解した。その後2009年（平成21年）、若麒麟真一が大麻取締法違反事犯を起こした際、除名を求める声もあったが外部役員から「養老金を支払わないために（前年の解雇と同様の事例を）除名にするのはおかしい」との指摘があり解雇に落ち着いた。この後協会は寄付行為施行細則を改正し、解雇であっても理事会の付帯決議で養老金の一部または全部を支払わないことができることを定めた。ただ、養老金・退職金を受け取る権利を与えられた解雇者であっても若麒麟をはじめ請求しなかった例も多い。

#### 引退勧告
賞罰規定による引退勧告処分は、2014年（平成26年）の公益財団法人化と同時に定められた。強制力のある『解雇』程ではないものの、土俵に上げさせない覚悟もあるという意思を表明すると位置づけられていて、公務員の依願退職に近い形で運用することを期待されている。この形での適用第一号となったのは、2018年（平成30年）の大砂嵐である。

協会には賞罰規定とは別に『故意の無気力相撲に対する懲罰規定』も存在しており、こちらでは以前から「引退勧告」の制度があった。

なお、力士のうち横綱の番付降下は事実上不可能であるため、これに相当する場合には横綱審議委員会が「引退勧告」を行うことができる。
理事会が発動する引退勧告には期限を付けることができ、期日までに引退届が提出されなければ強制力のある解雇処分に切り替えることができる。これに対し横審の引退勧告には強制力がない。

### 過去に処分された力士・親方衆・関係者
これまでの処分には以下のものがある。
|    | 年月日         | 対象者                                                             | 処分                                                                        | 理由 |
| -- | -------------- | ------------------------------------------------------------------ | --------------------------------------------------------------------------- | --- |
| 1  | 1962年5月12日  | 8代二所ノ関（大関・佐賀ノ花勝巳） 12代片男波（関脇・玉乃海太三郎） | 謹慎                                                                        | 12代片男波が玉響改め新川・玉嵐・玉乃島ら19人の移籍届を日本相撲協会へ提出し、それに対し、8代二所ノ関は移籍届を出された力士19人中で成年に達していた者たちの廃業届を日本相撲協会へ提出するなどし混乱させたため。                                                                    |
| 2  | 1976年         | 陸奥嵐幸雄 白田山秀敏                                              | 減給                                                                        | 暴力団組長と懇談中に口論に発展した末組員が天井に発砲したことにより混乱させたため。 |
| 3  | 1976年10月     | 17代朝日山（小結・若二瀬唯之）                                     | 減給                                                                        | 16代朝日山の未亡人との確執により、部屋のトンガ出身力士6名が1976年10月13日に廃業する事態となり、部屋・協会内を混乱させたため。 |
| 4  | 1980年11月     | 11代佐ノ山（小結・國登國生）                                       | 降格（委員→年寄）                                                           | 二日酔いの泥酔状態で土俵に上がれなくなり、さらに協議が終わってから土俵から下がる時に土俵に草履を忘れたため。 |
| 5  | 1982年11月     | 12代九重（横綱・北の富士勝昭）                                     | 降格（役員待遇→委員） 11月場所中謹慎                                        | 千代の富士の結婚披露宴に九重と交際のある暴力団員が出席したため。 |
| 6  | 1985年11月     | 12代花籠（横綱・輪島大士）                                         | 降格（委員→年寄） 無期限謹慎                                                | 年寄名跡を借金の担保にしたため。 |
| 7  | 1986年         | 5代高砂（横綱・朝潮太郎）                                          | 10%減給3ヶ月                                                                | 弟子の小錦が暴力団事務所の相談役と会食したことの監督責任。 |
| 8  | 1988年1月      | 5代立浪（関脇・安念山）                                            | 謹慎                                                                        | 弟子の双羽黒が廃業に至ったことへの監督責任。 |
| 9  | 1991年3月10日  | 関脇・琴錦功宗                                                     | 譴責                                                                        | 1991年、一般女性との結婚が報じられたが否定し、別の女性と結婚を前提に交際しているとするなどが報じられ、混乱させたため。 |
| 9  | 1991年3月10日  | 12代佐渡ヶ嶽（横綱・琴櫻傑將）                                     | 20％減給3ヶ月 譴責                                                          | 琴錦の女性問題の監督責任。 |
| 10 | 1995年         | 10代二所ノ関（関脇・金剛正裕）                                     | 審判委員解任 6ヶ月間20%減俸 3月場所中謹慎など                               | 麻雀賭博により警視庁に立件されたため。 |
| 11 | 1995年6月      | 14代振分（前頭12・朝嵐大三郎）                                     | 降格（委員→年寄） 当年度一杯謹慎                                            | 自身のサイドビジネスに絡み日本相撲協会の肖像権規定に違反したため。 |
| 12 | 1997年1月      | 16代山響（小結・前乃臻康夫）                                       | 解雇                                                                        | 1996年11月場所から翌年1月場所まで予告なしに本場所を欠場（失跡）したため。 |
| 13 | 1998年8月      | 14代雷（小結・羽黒岩智一）                                         | 降格（委員→年寄）                                                           | 1998年3月場所の入場券収入の一部を計上しなかったため。 |
| 14 | 1999年4月      | 9代陸奥 (大関・霧島一博)                                           | 6ヶ月20%減給 降格（委員→年寄）                                              | 年寄名跡取得をめぐり、5年間で合計約2億2000万円に及ぶ所得の申告漏れが指摘され、約9000万円の追徴金を申告されたため。 |
| 15 | 2000年12月     | 6代高砂（小結・富士錦猛光）                                        | 降格（役員待遇委員→年寄）                                                   | 弟子の闘牙進が現役力士の運転原則禁止に違反したうえに、交通死亡事故を起こした監督責任を問われたため。 |
| 16 | 2006年7月      | 前頭3・露鵬幸生                                                    | 3日間出場停止                                                               | 本場所中、カメラマンに暴行したため。 |
| 16 | 2006年7月      | 16代大嶽（関脇・貴闘力忠茂）                                       | 減俸3か月（10分の1）                                                        | 弟子の露鵬が暴行事件を起こしたことの監督責任。 |
| 17 | 2007年5月      | 前頭8・旭天鵬勝                                                    | 1場所出場停止 期間中謹慎                                                    | 現役力士の運転原則禁止に違反し、自動車を運転して人身事故を起こしたため。 |
| 18 | 2007年8月      | 横綱・朝青龍明徳                                                   | 2場所出場停止 期間中謹慎 給与手当30%減額4か月                               | 腰の骨折などと称して療養のためモンゴルへ帰国した直後に中田英寿らとサッカーに興じたことで、詐病が疑われたため。 |
| 19 | 2007年10月     | 15代時津風（小結・双津竜順一）                                     | 解雇                                                                        | 時津風部屋力士暴行死事件に関与したため。 |
| 20 | 2008年8月21日  | 前頭1・若ノ鵬寿則                                                  | 解雇                                                                        | 大麻取締法（所持）違反で逮捕されたため。 |
| 21 | 2008年9月8日   | 前頭3・露鵬幸生 十両6・白露山佑太                                  | 解雇                                                                        | 大麻使用の疑いのため。 |
| 21 | 2008年9月8日   | 16代大嶽（関脇・貴闘力忠茂）                                       | 降格（委員→年寄）                                                           | 弟子の露鵬による大麻使用疑惑の監督責任。 |
| 22 | 2008年12月18日 | 序ノ口7・明義豊正和 番付外・怒濤雄一郎 番付外・時王丸正憲          | 解雇                                                                        | 時津風部屋力士暴行死事件に関与したため。 |
| 23 | 2009年2月21日  | 十両3・若麒麟真一                                                  | 解雇                                                                        | 大麻取締法（所持）違反で逮捕されたため。 |
| 23 | 2009年2月21日  | 8代尾車（大関・琴風豪規）                                          | 降格（委員→年寄）                                                           | 弟子の若麒麟が大麻取締法違反で逮捕されたことに対する監督責任。 |
| 24 | 2010年2月4日   | 7代高砂（大関・朝潮太郎）                                          | 降格（役員待遇委員→主任）                                                   | 弟子の朝青龍による一般男性への暴行事件の監督責任。 |
| 25 | 2010年5月27日  | 11代木村瀬平（前1・肥後ノ海直哉）                                  | 降格（委員→年寄） 2013年5月まで昇格見送り 部屋閉鎖                          | 暴力団と交際し、暴力団を維持員席で観戦させた。 |
| 25 | 2010年5月27日  | 10代清見潟（前1・大竜川一男）                                      | 譴責                                                                        | 暴力団と交際し、暴力団を維持員席で観戦させた。 |
| 26 | 2010年7月4日   | 16代大嶽（関脇・貴闘力忠茂）                                       | 解雇 退職金100%減額                                                         | 大相撲野球賭博問題によるもの。 |
| 26 | 2010年7月4日   | 大関・琴光喜啓司                                                   | 解雇                                                                        | 大相撲野球賭博問題によるもの。 |
| 27 | 2010年7月4日   | 12代阿武松（関脇・益荒雄広生）                                     | 降格（委員→年寄） 2020年7月まで昇格見送り                                   | 大相撲野球賭博問題によるもの。 |
| 27 | 2010年7月4日   | 16代時津風（前3・時津海正博）                                      | 降格（主任→年寄） 2015年7月まで昇格見送り                                   | 大相撲野球賭博問題によるもの。 |
| 28 | 2010年7月4日   | 正副理事全員                                                       | 給与手当減額2ヶ月最大30％                                                   | 大相撲野球賭博問題によるもの。 |
| 29 | 2010年9月8日   | 三段目23・古市貞秀 床山・床池                                      | 解雇                                                                        | 大相撲野球賭博問題によるもの。 |
| 30 | 2010年9月8日   | 13代佐渡ヶ嶽（関脇・琴ノ若晴將）                                   | 降格（委員→年寄）                                                           | 大相撲野球賭博問題によるもの。 |
| 31 | 2010年9月8日   | 力士22名                                                           | 譴責                                                                        | 大相撲野球賭博問題によるもの。 |
| 32 | 2010年9月8日   | 十両11・松谷裕也 三段目21・若力堂聖也                              | 2場所出場停止                                                               | 大相撲野球賭博問題の申告漏れ。 |
| 32 | 2010年9月8日   | 9代松ヶ根（大関・若嶋津六夫）                                      | 降格（委員→年寄）                                                           | 大相撲野球賭博問題の申告漏れ。 |
| 33 | 2010年10月21日 | 4代木村林之助                                                      | 2場所出場停止                                                               | 妻子に対する傷害罪などで有罪判決を受けたため。 |
| 34 | 2010年12月24日 | 11代宮城野（十両2・金親和憲）                                      | 宮城野部屋の師匠交代勧告 降格（主任→年寄） 定年（2034年11月）まで昇格見送り | 週刊誌の記事で八百長を疑わせる発言を行ったため。 |
| 35 | 2011年4月1日   | 力士21名 年寄19名                                                  | 引退・退職勧告20名 出場停止・停職2年3名 降格14名 昇格見送り3名              | 大相撲八百長問題によるもの。 |
| 36 | 2011年4月6日   | 12代谷川（小結・海鵬涼至）                                         | 解雇                                                                        | 大相撲八百長問題によるもの。 |
| 37 | 2011年4月14日  | 前頭15・蒼国来栄吉 十両5・星風芳宏                                 | 解雇                                                                        | 大相撲八百長問題によるもの。 |
| 37 | 2011年4月14日  | 8代尾車（大関・琴風豪規） 8代荒汐（小結・大豊昌央）                | 主任への降格                                                                | 大相撲八百長問題によるもの。 |
| 38 | 2011年4月20日  | 17代尾上（小結・濱ノ嶋啓志）                                       | 2021年4月まで昇格見送り                                                     | 酒気帯び運転で警視庁に摘発されたため。 |
| 39 | 2011年12月22日 | 呼出・幸吉                                                         | 譴責                                                                        | 交際する女性への傷害容疑で逮捕されたため。 |
| 40 | 2015年10月1日  | 16代熊ヶ谷（十両2・金親和憲）                                      | 解雇                                                                        | マネージャーへの傷害容疑で逮捕・起訴されたため懲戒。 |
| 41 | 2015年11月14日 | 40代式守伊之助                                                     | 3日間の出場停止                                                             | 2015年9月場所・11月場所で2場所連続合計3回の軍配差し違えに対する懲戒。 |
| 42 | 2017年12月20日 | 横綱・白鵬翔                                                       | 給与手当100%減額1か月 給与手当50%減額1か月                                  | 日馬富士公平の貴ノ岩義司への暴力沙汰を止められず、その後の言動で角界の信用を失墜させた事に対する懲戒。 |
| 43 | 2017年12月20日 | 横綱・鶴竜力三郎                                                   | 給与手当100%減額1か月                                                       | 日馬富士公平による貴ノ岩義司への暴力沙汰を止められなかったことに対する連帯責任。 |
| 44 | 2018年1月4日   | 貴乃花（横綱・貴乃花光司）                                         | 降格（理事→役員待遇委員）                                                   | 日馬富士公平による貴ノ岩義司への暴力沙汰について、協会に対する忠実義務違反についての懲戒。 |
| 45 | 2018年1月13日  | 40代式守伊之助                                                     | 3場所出場停止 期間中謹慎および給与手当100%減額                              | 若手行司に対するセクシャル・ハラスメントを行ったことへの懲戒。 |
| 46 | 2018年3月9日   | 幕下6・大砂嵐金崇郎                                                | 引退勧告 養老金30%減額                                                      | 現役力士の運転原則禁止に違反したうえ、追突事故を起こし道路交通法違反（無免許運転）により略式起訴されたため。 |
| 47 | 2018年3月29日  | 十両14・貴公俊剛                                                   | 1場所出場停止                                                               | 3月場所中、支度部屋での付け人（貴西龍一成）への暴力行為に対する懲戒。 |
| 48 | 2018年3月29日  | 貴乃花（横綱・貴乃花光司）                                         | 降格（委員→年寄）                                                           | 3月場所中における無断欠勤など協会の職務専念義務違反についての懲戒および弟子の貴公俊剛による暴力行為についての監督責任。 |
| 49 | 2018年3月29日  | 三段目25・光源治晴                                                 | 1場所出場停止                                                               | 元弟弟子に対する常習的な暴力行為に対する懲戒。 |
| 49 | 2018年3月29日  | 7代峰崎（前頭2・三杉磯拓也）                                       | 給与手当10%減額2か月                                                        | 弟子の暴力行為についての監督責任。 |
| 50 | 2018年11月29日 | 17代大嶽（十両4・大竜忠博）                                        | 給与手当20%減額6か月                                                        | 前述の大砂嵐および11月場所直前に起きた弟子の神嶽光による自動車事故についての監督責任。 |
| 51 | 2018年12月19日 | 20代千賀ノ浦（小結・隆三杉太一）                                   | 譴責                                                                        | 貴ノ岩義司による付け人の貴大将柊斗への暴力行為についての監督責任。 |
| 52 | 2019年2月8日   | 15代鳴戸（大関・琴欧洲勝紀）                                       | 給与手当10%減額3か月                                                        | 部屋所属三段目力士による弟弟子への暴力行為についての監督責任。 |
| 53 | 2019年4月24日  | 横綱・白鵬翔                                                       | 譴責                                                                        | 3月場所千秋楽の優勝者インタビューの最後に観客と共に三本締めを行ったことについて、コンプライアンス規定の違反行為「土俵上の礼儀、作法を欠くなど、相撲道の伝統と秩序を損なう行為」に該当したことへの懲戒。                                                                          |
| 53 | 2019年4月24日  | 12代宮城野（前頭13・竹葉山真邦）                                   | 給与手当10%減額3か月                                                        | 弟子の白鵬によるコンプライアンス規定の違反行為についての監督責任。 |
| 54 | 2019年9月26日  | 前頭17・貴源治賢                                                   | 譴責                                                                        | 部屋や名古屋場所の稽古場などにおいて、新弟子に対する暴言および「理不尽」と考えられる行為に対する懲戒。 |
| 55 | 2019年9月26日  | 20代千賀ノ浦（小結・隆三杉太一）                                   | 給与手当20%減額6か月                                                        | 弟子の貴ノ富士の付け人への暴力行為および新弟子への差別的発言、貴源治の新弟子への暴言・「理不尽」と考えられる行為を止められなかった監督責任。 |
| 56 | 2019年10月25日 | 立呼出・拓郎                                                       | 2場所出場停止                                                               | 新潟県糸魚川市で行われた巡業での序二段・幕下呼出2名に対する暴力行為についての懲戒。 |
| 57 | 2020年1月9日   | 前頭10・石浦将勝                                                   | 譴責 給与手当20%減額1か月                                                   | 部屋での朝稽古中に殴り合う喧嘩騒動を起こし、暴力禁止規定に違反。 |
| 57 | 2020年1月9日   | 幕下16・宝香鵬宏作                                                 | 譴責                                                                        | 部屋での朝稽古中に殴り合う喧嘩騒動を起こし、暴力禁止規定に違反。 |
| 57 | 2020年1月9日   | 12代宮城野（前頭13・竹葉山真邦）                                   | 給与手当20%減額3か月                                                        | 石浦および宝香鵬が起こした喧嘩騒動の監督責任。 |
| 58 | 2020年7月13日  | 15代中川（前頭14・旭里憲治）                                       | 降格（委員→年寄） 部屋閉鎖                                                  | 弟子に暴言や暴力を振るうなど不適切な指導についての責任。 |
| 59 | 2020年8月6日   | 前頭5・阿炎政虎                                                    | 3場所出場停止 給与手当50%減額5か月。                                        | 協会が定めた新型コロナウイルス感染症対応ガイドラインで不要不急の外出を控えるよう求められていた中で、7月場所前および場所中数回にわたり外出・キャバクラで饗応を受けた行動に対する懲戒。                                                                                            |
| 59 | 2020年8月6日   | 20代錣山（関脇・寺尾常史）                                         | 給与手当20%減額6か月                                                        | 阿炎が外出・饗応接待を受けたことに対する監督責任。 |
| 60 | 2020年8月6日   | 幕下45・極芯道貴裕                                                 | 2場所出場停止                                                               | 阿炎に同行し、7月場所前および場所中に数回にわたり外出・接待を伴う飲食店で饗応を受けた行動に対する懲戒。 |
| 60 | 2020年8月6日   | 10代錦戸（関脇・水戸泉政人）                                       | 譴責                                                                        | 極芯道が外出・饗応接待を受けたことに対する監督責任。 |
| 61 | 2020年8月6日   | 16代田子ノ浦（前頭8・隆の鶴伸一）                                  | 譴責                                                                        | 協会が定めた新型コロナウイルス感染症対応ガイドラインで不要不急の外出を控えるよう求められていた中で、外出に及び飲食店で泥酔した様子の写真が7月場所中にネットに拡散されたことに対する責任。                                                                                        |
| 62 | 2020年10月1日  | 16代時津風（前頭3・時津海正博）                                    | 降格（委員→年寄）                                                           | 協会が定めた新型コロナウイルス感染症対応ガイドラインで不要不急の外出を控えるよう求められていた中で、9月場所前に宮城県や福岡県への旅行や会食、ゴルフコンペを行ったことに対する責任。                                                                                              |
| 63 | 2020年10月1日  | 10代松ヶ根（前頭8・玉力道栄来）                                    | 譴責                                                                        | 協会が定めた新型コロナウイルス感染症対応ガイドラインで不要不急の外出を控えるよう求められていた中で、9月場所前に少なくとも4回の不要不急の外出を行っていたことに対する責任。 |
| 64 | 2021年2月22日  | 16代時津風（前頭3・時津海正博）                                    | 退職勧告 退職金30%減額                                                      | 協会が定めた新型コロナウイルス感染症対応ガイドラインで不要不急の外出を控えるよう求められていた中で、再度ガイドラインに反して1月場所中に複数回にわたり麻雀店や風俗店などへ出入りしていたことに対する懲戒。                                                                        |
| 65 | 2021年5月27日  | 前頭14・竜電剛至                                                   | 3場所出場停止                                                               | 協会が定めた新型コロナウイルス感染症対応ガイドラインで不要不急の外出を控えるよう求められていた中で、2020年3月から2021年1月にかけて計25回の不要不急の外出を行っていたことに対する懲戒。                                                                                           |
| 65 | 2021年5月27日  | 9代高田川（関脇・安芸乃島勝巳）                                    | 給与手当20%減額6か月                                                        | 竜電が不要不急の外出をしたことに対する監督責任。 |
| 66 | 2021年6月11日  | 大関・朝乃山英樹                                                   | 6場所出場停止 給与手当50%減額6か月                                          | 協会が定めた新型コロナウイルス感染症対策ガイドラインに反し、外出禁止期間中にスポーツニッポンの相撲担当記者と共に外出してキャバクラで10回にわたり饗応を受けるなど、複数回にわたり外出・外食したほか、記者と口裏合わせをしたうえで、協会の調査に虚偽申告を行ったことに対する懲戒。 |
| 66 | 2021年6月11日  | 8代高砂（関脇・朝赤龍太郎）                                        | 給与手当20%減額3か月                                                        | 朝乃山が不要不急の外出をしたことに対する監督責任。 |
| 67 | 2021年7月30日  | 十両6・貴源治賢士                                                  | 解雇 退職金100%減額                                                         | 7月（名古屋）場所開催中に愛知県内の部屋宿舎周辺で大麻煙草の使用が判明したことに加え、当初協会の聴取に虚偽申告を行ったことに対する懲戒。 |
| 67 | 2021年7月30日  | 17代常盤山（小結・隆三杉太一）                                     | 降格（委員→年寄）                                                           | 貴源治の大麻使用に対する監督責任。 |
| 68 | 2022年1月27日  | 前頭8・英乃海拓也                                                  | 1場所出場停止 給与手当20%減額2か月                                          | 埼玉県草加市内の違法賭博店に出入りのうえ賭博に関与し、埼玉県警に書類送検されたことに対する懲戒。 |
| 68 | 2022年1月27日  | 十両12・紫雷匠                                                     | 譴責                                                                        | 当時英乃海の付け人として同行し違法賭博店に出入りのうえ賭博に関与し、埼玉県警に書類送検されたことに対する懲戒。 |
| 69 | 2022年12月26日 | 前頭7・逸ノ城駿                                                    | 1場所出場停止                                                               | 協会が定めた新型コロナウイルス感染症対策ガイドラインに違反し、外出が制限されていた2020年の11月と2021年の8月に飲食店などに外出したことに対する懲戒。 |
| 69 | 2022年12月26日 | 23代湊（前頭2・湊富士孝行）                                        | 給与手当20%減額3か月                                                        | 逸ノ城が新型コロナウイルス感染症対策ガイドラインに反し、不要不急の外出をしたことに対する監督責任。 |
| 70 | 2022年12月26日 | 伊勢ヶ濱部屋所属幕下以下力士1名（C）                               | 2場所出場停止                                                               | 同部屋において別の幕下以下の力士（A）とともに、別の力士（B）へ暴行した事に対する懲戒。 |
| 70 | 2023年1月      | 9代伊勢ヶ濱（63代横綱・旭富士正也）                                | 降格（理事→役員待遇委員）                                                   | 部屋内での所属力士による暴行事件についての監督責任。 |
| 71 | 2023年6月23日  | 9代陸奥（大関・霧島一博）                                          | 給与手当20%減額3か月                                                        | 部屋所属力士による弟弟子への暴力行為についての監督責任。 |
| 72 | 2023年9月28日  | 主事                                                               | 出勤停止1か月                                                               | 職員に対する労働時間や給与の不適切な管理およびパワーハラスメント行為。 |
| 72 | 2023年9月28日  | 経理・人事室、法務・暴力団等排除推進室及び総務・相撲普及推進室室長 | 1等級降格                                                                   | 職員に対する労働時間や給与の不適切な管理およびパワーハラスメント行為。 |
| 72 | 2023年9月28日  | 施設管理・活用推進室主任                                           | 譴責                                                                        | 一定の期間にわたり指示された作業を怠ったことにより協会の税務申告手続及び監査法人の決算作業に悪影響を与えたことおよびSNS上での不適切投稿。 |
| 73 | 2024年2月23日  | 13代宮城野（横綱・白鵬翔）                                         | 降格（委員→年寄） 給与手当20%減額3か月                                      | 弟子の北青鵬による暴力行為の監督責任、及びこの事案を相撲協会に報告しなかったことと相撲協会による調査を妨害したことの計3点に加え、過去3度の懲戒処分歴がある点も勘案。 |
| 74 | 2025年1月30日  | 木村勘九郎                                                         | 1場所出場停止 報酬減額（法令に基づく金額）                                  | 2024年11月場所中に行われた後輩行司に対する暴力行為についての懲戒。 |
| 75 | 2025年6月9日   | 3代木村銀治郎                                                      | 解雇 退職金100%減額                                                         | 力士会の積立金の横領および力士会口座の預金の詐取。 |

1. ↑  トンガ人力士廃業騒動
2. ↑  1985年12月退職。
3. 1 2 3  大相撲力士大麻問題
4. ↑  養老金支払いの可能性を摘むため除名も検討されたが結局解雇に落ち着く。
5. ↑  朝青龍明徳#現役引退後
6. ↑  2014年（平成26年）4月3日付の職務分掌により主任に再昇格。
7. ↑  所属力士は北の湖部屋へ移籍。
8. ↑  理事会の付帯決議で退職金支給が取り消された初の事例となった。
9. 1 2 3  2014年4月3日の理事会で処分が見直されて降格前の地位に復帰した。野球賭博問題で据え置きの阿武松親方ら昇格 - スポーツ報知 2014年4月4日閲覧。
10. ↑  うち17名は7月場所を謹慎休場。
11. ↑  4代木村林之助はこれを機に、2011年1月場所に木村林之助の名跡を返上し、木村千鷲と改名した。
12. ↑  蒼国来は解雇を不服として東京地方裁判所に提訴し、2013年3月25日付で解雇無効の判決が出されて、2013年7月場所から現役復帰した。
13. ↑  2013年4月、蒼国来の解雇無効に伴い処分取り消し。
14. ↑  式守伊之助 (40代)#3場所連続、4度の軍配差し違え（2015年9月場所 - 2016年1月場所）
15. ↑  日馬富士公平#傷害事件、白鵬翔#2017年 -通算最多勝利更新・優勝40回-
16. ↑  理事の解任であったため、評議会の議決を経て処分された。
17. ↑  辞表を提出するも協会預かりとなり、出場停止解除後の5月場所以降に受理された。
18. ↑  発表後即日、勧告を受け入れて引退届を提出した。
19. ↑  前日の理事会において、職務分掌変更により役員待遇委員から委員に降格していた。
20. ↑  神嶽については道路交通法違反（事故不申告）により略式起訴され、罰金2万円の略式命令を受け納付。その後、同月26日付で引退を届け出て受理される。
21. ↑  処分決定前に責任を取り引退したため、処分なし。
22. ↑  当該力士に対しコンプライアンス委員会で「引退勧告相当」の意見が答申されたが、臨時理事会前に引退届が提出され、受理される。
23. ↑  貴ノ富士に対しコンプライアンス委員会で「引退勧告相当」の意見が答申されたが、協会は「自主引退を促する」決議を出し貴ノ富士側の判断を促した。最終的に11月場所前の10月11日に引退届を提出し受理されたが、番付編成上11月場所は西幕下5枚目に残り、11月場所終了後の11月27日に、協会から正式に引退が発表された。その後引退届を提出した10月11日付での引退に訂正され、11月場所の全休も取り消された。[88]
24. ↑  10月15日付で辞表を提出するも協会預かりとなり、25日の処分決定とともに同日付で受理された。
25. ↑  旧部屋所属協会員はそれぞれ時津風一門の時津風・荒汐・伊勢ノ海・追手風と一門外の片男波・朝日山・友綱・宮城野の各部屋へ分散して移籍（力士1名が引退）。中川は時津風部屋付きの年寄となる。
26. ↑  8月4日までに引退届を提出していたが、協会預かりとした。ただし、今後程度を問わず、協会に迷惑をかける行為を行った場合には預かっている引退届を受理すること、またそのことを了承する旨の誓約書を提出すること、阿炎は6月下旬に結婚し部屋を出ていたが、夫人と別居のうえ住居を錣山部屋に移し師匠の錣山親方の監督下に入ること、当面日常生活に支障のある場合をのぞき外出禁止とする条件が付いた。
27. ↑  右膝の負傷で1月場所から休場中で、原則として大部屋での共同生活となる力士養成員の立場であったが、部屋では療養のため個室が与えられていた。しかし、夜間に数度にわたり無断で部屋を抜け出していた。なお、判明後は8月3日に進退伺を提出していた。
28. ↑  処分決定前に退職願を提出していた。処分決定に伴い退職となり、時津風部屋は部屋付き親方の20代間垣（前頭筆頭・土佐豊祐哉）が名跡を変更し継承した。
29. ↑  5月21日付で引退届を提出していたが、八角理事長預かりとなった[92]。ただし、今後程度を問わず、協会に迷惑をかける行為を行った場合には預かっている引退届を受理すること、そのことを了承する旨の誓約書を提出することが条件となった[93]。
30. ↑  当該記者については所属先のスポーツニッポン新聞社から諭旨解雇処分となった。朝乃山より年長で規則順守を助言する立場にありながら、正反対の行動を取った事実も処分に勘案されている[94]。
31. ↑  なお、部屋付きの親方となっていた先代である18代錦島（4代朝潮太郎）も、協会が定めた新型コロナウイルス感染症対策ガイドラインに違反し、2020年7月以降の外出禁止機関に会食や外食をしていたことが判明したため、6月10日付で退職願が受理された（退職したため相撲協会としての懲戒処分は無し）[96]。
32. ↑  処分決定前に師匠判断により休場となった1月場所が処分対象に含まれるため、3月場所から出場が可能となった。
33. ↑  一部週刊誌報道では、度重なる過度の飲酒による酒席でのトラブルを起こし、飲食店で泥酔した際に連れ戻そうとした部屋の女将（湊親方夫人）に対して、叩く、つねる、噛むといった暴力行為もあったとされる。ただし、一連の記事については「（女将に対する暴行事案は）悪意の暴行ではなくいずれも5年以上前の出来事であり、それ以後の暴行はなかったこと、女将に処分感情が無い」ことから立証が困難であり、また、一連の飲酒トラブルにおいても、関係者が謝罪を受け入れている事が処分に勘案されたとされる[98]。
34. ↑  加害力士Aに関しては、コンプライアンス委員会の処分案答申で「引退勧告」相当とされていたが、その前に引退届が提出され受理されたため処分に至らなかった[99]。
35. ↑  コンプライアンス委員会の答申で「降格」相当とされ、処分決定以前に理事の辞任届を提出し受理されているものの、役員分掌においては2階級降格となっている[100][101]。
36. ↑  処分決定前に自主的に引退届を提出し、既に受理されていたため懲戒処分の対象とはならなかったが、引退勧告相当とされた。
37. ↑  退職願が提出されており、受理する予定としている。
38. ↑  付帯事項として、3月場所については所属の伊勢ヶ濱一門から師匠代行を任命したうえで、4月より一門が期間無期限で宮城野部屋を預かり、師匠・親方としての指導・教育を行う方針（事実上、13代宮城野から師匠の地位を剥奪）となった[102]。その後、同年4月より宮城野部屋は閉鎖され、元師匠の13代宮城野を含む部屋所属全協会員が伊勢ヶ濱部屋へ転籍した。
39. ↑  処分決定前に引退届を提出し、これが受理されたため懲戒処分の対象とはならなかったが、引退勧告相当とされた[103]。
40. ↑  本人への通知日。理事会決議は2025年6月2日。

## 新型コロナウイルス感染症の影響
2020年初頭から全世界的に流行している2019新型コロナウイルス感染症（COVID-19）は角界にも大きな影響を与えている。

### 2020年
日本国内での感染拡大に際して、同年3月8日に大阪府立体育会館（エディオンアリーナ大阪）で初日を迎えた3月場所については、戦後初となる無観客による開催を実施した。また、3月場所については「3月場所開催中にコロナウイルスに感染した力士が出た場合は、その時点で中止」という方針を決め、感染防止対策や健康管理、取材規制など徹底したことで、無事に千秋楽を迎えることができた。
しかし、3月場所後の4月には、日本国内でさらに感染が拡大し、政府による緊急事態宣言が発令される状況下で、角界でも新型コロナウイルスに感染する事例が発生した。高田川部屋で師匠の9代高田川、十両力士の白鷹山のほか、力士養成員も含めた数名の感染が公表され、このうち、5月13日に三段目力士の勝武士が新型コロナウイルス感染症による多臓器不全のため死亡した。初の相撲部屋におけるクラスターとなったことや、角界を含む日本国内プロスポーツ選手の初の新型コロナウイルス感染症による死亡者であることに加え、28歳で死去した勝武士は、日本国内で年齢が明らかになっている中で20代で死亡した初の事例とされ、世間に大きな衝撃を与えた。この事態を受け、同日、日本相撲協会は協会員の希望者全員の抗体検査を行う方針を表明した。
5月に入り政府より改正・新型インフルエンザ等対策特別措置法に基づいて4月に発令されていた新型インフルエンザ等緊急事態宣言が延長されたことを受けて、同月4日の臨時理事会で国技館での5月場所の開催中止を決定した。また、7月場所については「大人数による東京から名古屋への移動・長期滞在を避けるために」当初予定していた愛知県体育館（ドルフィンズアリーナ）から国技館へ場所を変更し、実施する方針を決めた。当初は7月場所は、3月場所同様に無観客での開催を想定していたが、政府の緊急事態宣言が解除されたこともあり、1日当たり2,500人程度の入場制限を設けたうえで観客を入れる形で実施することとなり、無事に千秋楽を迎えることとなった。
4月時点では荒汐部屋が部屋の力士達にコンビニへ買い物すらも行かせず、外出は夜8時以降に30分ほど、希望する力士が近所の公園などに散歩に出るだけなど、相当の自粛ムードが漂っていた。

協会は協会員の感染防止のため専門家の助言を踏まえたガイドラインを作成し、力士の原則外出禁止や出稽古禁止など制限を行っているが、7月場所開催中に幕内の阿炎らがガイドライン違反の夜間外出を行い、場所後に処分を受けるなど影響も出ている。
9月場所については、引き続き感染防止対策のガイドラインの厳守を協会員に求められたうえでの開催となったが、場所前に玉ノ井部屋において十両力士の富士東を含む部屋所属の協会員24名が感染するという、角界2例目の相撲部屋内でのクラスターが発生し、場所業務を行う14代玉ノ井を含む所属力士全員が感染拡大防止のために9月場所休場が決定した。この玉ノ井部屋所属力士の休場に関しては、次場所の番付の扱いを場所後の番付編成会議で話し合う方針で救済措置が取られる可能性が示唆されており、場所後の番付編成会議では全休した玉ノ井部屋の力士28人について、番付を据え置くこととなった。その一方で、ガイドラインに反して不要不急の外出を行った16代時津風、10代松ヶ根の両親方に対しては謹慎休場とし、その後処分を受けた。
11月場所については、7月場所と同様に福岡国際センターから国技館へ場所を変更し、入場上限を約5,000人に引き上げて開催した。例年11・12月に行われる冬巡業の中止も決定し、これにより2020年は地方での本場所は無観客で実施した大阪のみとなり、すべての地方巡業が中止となることとなった。11月場所終了後の12月に入り気温の低下等により日本国内でも感染者が増加する最中で、立浪部屋で幕内力士の天空海を含む部屋所属の協会員11名が感染し、角界3例目のクラスターとなった。さらに年末年始には荒汐部屋でも師匠の8代荒汐、幕内力士の若隆景、十両力士の若元春以下協会員12名の複数感染が判明するなど、相撲部屋での感染が続いている状態である。
2021年3月13日、協会理事会で2020年度の収支決算が約50億円の赤字と報告されたことが判明したと報じられた。これにより黒字計上は2019年までの5年連続でストップ。50億円という赤字額は過去最大。この年の5月には、このまま減収が続けば協会が破産するのではと憂慮する報道もあった。

### 2021年
年末年始の感染者増大を受けて、感染が特に拡大している東京都を含む1都3県（埼玉・神奈川・千葉）への政府による新型インフルエンザ等緊急事態宣言の再発出が年頭から取り沙汰されていた。これを受け、1月4日に芝田山広報部長は同月10日初日を迎える1月場所を予定通り開催する方向であることを明かした。緊急事態宣言は同月7日に発出されている。
当初は初日、2日目までは上限5,000人とし、3日目以降は観客の上限を国技館の収容人数の半分にあたる約5,300人にする予定だったが、政府の要請に従い、15日間を通じて1日あたりの上限を5,000人として開催。館内2階で予定していたちゃんこの販売も中止し、場所中の協会員は発熱やその他の症状があれば検査を徹底することも確認した。なお前年度は全協会員に対する場所前の検査は抗体検査であったが、1月場所より場所前の検査は唾液PCR検査となっている。
1月場所前には散発的に協会員の感染発表が行われた。同月5日には宮城野部屋所属の69代横綱白鵬の陽性が発表され、昨年来3場所続いた休場明けで進退が注目される1月場所への出場が事実上不可能となった。同部屋所属の協会員も検査を受けて全員陰性が確認されたが、感染拡大防止のため同部屋所属の全力士が1月場所を休場することとなった。
同月9日、協会員約900人に実施した一斉のPCR検査では、幕内の千代翔馬、十両の千代鳳を含む5名（関取衆のほかに九重部屋2名、友綱部屋1名の力士養成員）の陽性が新たに判明し、年末以降陽性者が発生した各部屋関係者を含め、感染または濃厚接触者の疑いのため、以下の通り1月場所の休場が決定した。これにより1月場所は関取15人を含めた力士65人が休場する事態となり、直前に腰痛で休場となった71代横綱鶴竜を含む関取衆16人の休場は戦後最多の人数となった（その後、大関・貴景勝、十両・美ノ海および勢が場所途中で休場したため、関取衆の休場者はさらに最多を更新して19人となった）。
- 荒汐部屋：力士全員、8代荒汐、式守一輝（幕下格行司）、床仁、床光
- 九重部屋：力士全員、14代九重、木村龍之助（幕下格行司）、床岳、床丸
- 友綱部屋：力士全員、11代友綱、5代大島、18代玉垣、式守友和（幕下格行司）、式守友太郎（序二段格行司）、床幸
- 宮城野部屋：力士全員、12代宮城野、式守誠輔（三段目格行司）、床竣
- 湊部屋：木村元基（幕内格行司、一斉検査前に感染判明[143]）

その後、場所中に九重部屋での感染がさらに広まり、新たに師匠の14代九重以下複数の部屋所属の協会員が陽性判定となり、前述の一斉検査での陽性者を含めて17人の感染が判明している。そのような異例の事態であったが、途中での打ち切りもなく同月24日の千秋楽まで有観客で開催された。
場所後の同月27日に行われた3月場所の番付編成会議では、前述の新型コロナウイルス感染もしくは濃厚接触者疑いによる休場となった力士の取り扱いのうち、幕下以下の力士については据え置きの救済措置を採り、番付降下のない横綱・白鵬を除く十両以上の関取衆については「休んだ力士全員の公平性を保ちながら番付を作成した」として、据え置き措置をおこなったかどうかは明言しなかったが、3月1日に発表された3月場所の番付では出場力士の成績に配慮した形で、新型コロナ関連で休場した力士のうち幕内と幕下以下については据え置き、十両については1枚番付を降下させて調整した。今後も新型コロナ関連で休場した力士の番付編成については、各場所ごとに協議することとなった。
一方、1月場所初日前日の9日、佐渡ヶ嶽部屋所属の序二段力士が新型コロナウイルス感染への懸念を理由に自身のTwitterで引退表明を行った（協会員のSNS利用は2019年11月より協会内規で禁止されているが、引退届を提出済み）。協会によると、序二段力士の申し出を受けた師匠の13代佐渡ヶ嶽から8日に電話で相談を受け、休場には診断書の提出が必要であることを説明したという。力士は労働法規の保護を受けられない個人事業主であるため、協会の安全配慮義務違反等の指摘は出来ず、本人が進退を決めることとなる。序二段力士は10日に所属部屋で断髪式を終えて、場所後の27日に協会より引退が発表された。
入門後に心臓の手術を受けている序二段力士の引退は「勇気ある決断」「賢明な判断」「正しく怖がった結果」として受け止められた。一方、協会側に対しては力士への配慮が欠けておりハラスメントではないかという指摘が見られた。ガイドラインを遵守し感染予防対策に万全を期した上での開催を協会は明言しているとはいえ、感染または濃厚接触疑いによる休場力士が多数生じていることや、国技館のある東京都が過去最多の感染人数を数える中で政府による緊急事態宣言下での有観客開催への非難も多く見られた。

場所後の1月27日には、16代時津風が場所中に協会のガイドライン違反の外出を再度複数回にわたって行ったことが報じられた。協会は2月22日の臨時理事会で16代時津風を退職勧告処分とした（同日付で16代時津風は退職。時津風部屋は同部屋付きの20代間垣が17代時津風を襲名して継承）。
3月14日から行われる3月場所は新型コロナウイルスの感染状況や拡大予防の観点から、大阪ではなく国技館での開催となり、それに先んじて力士など関係者750人に行ったPCR検査の結果が同月11日に公表され、力士は全員新型コロナ陰性であったが、29代小野川（山響部屋付き）、23代音羽山（尾上部屋付き）の両親方が陽性であると発表された。これにより、尾上・山響の両部屋に所属する力士28名を中心に、以下の通り3月場所休場が決定した。
- 尾上部屋：力士全員、17代尾上、22代佐ノ山、23代音羽山、床濱
- 山響部屋：力士全員、20代山響、29代小野川、大将（序二段呼出）、床朝
- 9代富士ヶ根、14代武隈（協会の公式YouTubeチャンネルで29代小野川や23代音羽山と共演したため、濃厚接触の可能性があるとして休場）

さらに、29代小野川と23代音羽山と同じく協会の社会貢献部に所属する以下の親方衆は検査では陰性であったものの、経過観察期間として4日目まで休場する。
- 24代竹縄、16代高崎、12代三保ヶ関、18代岩友、12代不知火、13代阿武松、17代熊ヶ谷、22代押尾川、14代秀ノ山、17代楯山、8代荒汐、13代清見潟、23代春日山、20代北陣、16代井筒

5月9日から行われる5月場所は、4月23日より政府より東京都に3度目の新型コロナウイルス感染拡大による緊急事態宣言が発令されたことに伴い、初日から当初の期限である11日（3日目）までは無観客開催とすることを決定した。なお、宣言はその後政府により5月31日まで延長されたが、イベントの観客制限が緩和されたことに伴い、12日（4日目）より前売券を購入済みの観客らを入れて開催することとなった。なお、5月場所初日までの間に十両の東龍など散発的に協会員の感染者がみられたが、5月場所初日においての大規模な休場には至らなかった。

一方、幕内の竜電、大関・朝乃山に協会のガイドライン違反があったことが分かった。竜電は師匠の判断により初日より謹慎休場が発表され、朝乃山は場所中にスポーツニッポンの相撲担当記者（後に同社を諭旨解雇処分）との複数回の夜間外出が報じられた。外出は緊急事態宣言中及び協会が外出禁止を通達している期間中（番付発表から千秋楽まで）であった。朝乃山は協会の聴取に対し「事実無根」と否定したが、その後一転して事実を認め、20日（12日目）より謹慎休場している。5月場所後、同月27日の理事会で竜電と師匠の9代高田川の処分、6月11日の臨時理事会では朝乃山と師匠の8代高砂の処分がそれぞれ決定された。なお、高砂部屋の先代師匠で2020年10月より部屋付きになっていた18代錦島（7代高砂）は事実上の引責退職に追い込まれている。
7月4日から行われる7月場所は、予定通り愛知県体育館（ドルフィンズアリーナ）で開催されることとなった。国技館以外の地方場所の開催は前年無観客開催で行われた大阪での3月場所以来となり、有観客開催の地方場所は2019年の11月場所以来となる。
相撲協会は新型コロナウイルスワクチンの集団接種会場として墨田区に国技館を提供、国技館エントランスが接種会場となった。5月場所後には接種後の経過観察のための待機場所として升席が解放され、横綱のサイン色紙などが当たる抽選会も行われている。墨田区民とともに、5月24日に65歳以上の協会員への接種、6月23日・24日には部屋単位で親方衆・力士たちへの接種が行われた。
名古屋への移動は協会員が集団で新幹線に乗り込む恒例の「相撲列車」ではなく、部屋単位で行われる。興行中は国技館での感染対策を踏襲し、各部屋の宿舎では見学や地元住民との交流も中止され、力士の外出も一部を除いて制限されることになる。また、一部ではホテルを宿舎とし滞在中の宿舎に稽古のための土俵がない部屋もあった。こうした感染対策の結果、7月場所開催中に新規陽性者やガイドライン違反を出すことなく無事に終了したが、場所後の7月27日に高砂部屋で師匠の8代高砂、出場停止中の朝乃山ら7名の所属協会員が感染したクラスターが発生している。
一方で69代横綱白鵬が、本来は無観客開催として関係者以外の立ち入りが禁止されている2020東京オリンピックの柔道の会場である東京武道館を訪れ、競技関係者と歓談していたことが関係者のSNS投稿で判明している。白鵬はモンゴルオリンピック委員会のアンバサダーを務めており、NOC（各国・地域オリンピック委員会）関係者として訪問したものとみられているが、ガイドラインでは協会員の不要不急の外出自粛を求めているものの、師匠である宮城野親方の外出許可があったかどうかは明言されておらず、芝田山広報部長は白鵬の行動に対して厳しく批判しているほか、世論からも厳しい意見が出ている。
9月12日からの9月場所までの間には、前出の高砂部屋でのクラスター発生以降は、前頭の逸ノ城や十両の北青鵬、尾車部屋所属の世話人・錦風らの散発的な感染判明があり、このうち、北青鵬と別の力士1名の感染が明らかになった宮城野部屋の所属全力士の9月場所休場が決定している。
11月場所前の10月22日、相撲協会が各部屋に通達を出したことを公表した。感染が拡大した2020年春以降は相撲部屋の稽古は非公開とされていたが、相撲協会員が2回目のPCR検査を終えた11月5日より、部屋師匠の判断で近親者や後援者に限り稽古見学が可能となるという。ただし感染予防対策として、検温・手指の消毒、マスクの着用が義務付けられ、力士たちとの接触は不可となっている。
さらに11月場所では同場所の13日目以降、協会員の外出について条件付きで認めることが通達された。条件として「外出の際は師匠の許可を得ること」「出掛ける前の検温、体調の確認」「飲み過ぎに注意し泥酔をしないこと」「22時までには会食を終了し帰宿すること」などのルールを遵守したうえで、18時以降の後援者らとの会食、外食について許可されることとなった。ただし、接待を伴う店の利用は引き続き禁止される。芝田山広報部長はメディアの代表取材に対し「世間は通常の状況で営業したり、行動したりしているにもかかわらず、協会員は厳しい感染対策をしている。せめて本場所に影響のない状況の中で今回、緩和するということ。13日目からであれば、万が一のことがあっても、場所は終了できるということも含めて。今、緩和してあげないと、この先、第6波が来る可能性もある。協会員にも緩和して、気持ちをリフレッシュしてもらいたい」と緩和の理由を語っている。なお、11月場所は協会員の感染による休場は見られず、同場所の千秋楽は2021年1月場所千秋楽以来となる「満員御礼」となった。
2021年度はやはり新型コロナウイルス感染拡大の影響により30億円の赤字。2020年度に続いて先人達が作り上げた内部留保を崩す結果となった事から、もし2022年度に赤字を解消できなければ八角理事長に組織のリーダーとしての資質が問われ、協会内での造反が招かれかねない状況となった。

### 2022年
前年末以降、海外で感染拡大している新型コロナウイルスのオミクロン株の流入が国内でもみられ、年末年始の人流の活発化により感染者の増加傾向がみられる中、1月場所を前にした1月4日に田子ノ浦部屋で師匠の16代田子ノ浦と力士養成員2名、床山1名の感染が判明し、幕内の髙安を含む同部屋所属協会員14名が「陽性者及び濃厚接触の可能性がある」として1月場所の休場が発表された。さらに初日に錦戸部屋でおかみ（師匠夫人）の感染が判明し、濃厚接触者となった師匠の10代錦戸と十両の水戸龍ら力士4名の1月場所休場が発表された（翌日に10代錦戸も陽性が判明した）。
その後は場所中に新たな感染者を出すことはなかったが、全国での感染者の爆発的な増加傾向もあり、1月場所終了後に元横綱・鶴竜と他部屋所属の行司1名、さらに大関に昇進した御嶽海を筆頭に、関脇・隆の勝、小結・大栄翔、前頭・翔猿、剣翔、碧山、十両・大奄美と関取衆・協会員の感染が続出、さらに2月6日に予定されている大相撲トーナメントなど花相撲に参加する協会員を中心に同月4日にPCR検査を実施した結果、以下の17名の関取衆・協会員の感染が判明した（幕下以下の力士養成員の感染は公表せず）。大相撲トーナメントは最終的に幕内29名、十両15名の関取衆44名の欠場が決まったことから、前日に中止が決定した。
- 春日野部屋：11代春日野、24代竹縄、13代清見潟、幕内・栃ノ心
- 常盤山部屋：17代常盤山、大関・貴景勝
- 荒汐部屋：幕内・若隆景、若元春、十両・荒篤山
- 伊勢ヶ濱部屋：73代横綱照ノ富士、十両・翠富士、錦富士
- 放駒部屋：幕内・一山本
- 時津風部屋：幕内・豊山
- 木瀬部屋：十両・德勝龍
- 立浪部屋：幕内・豊昇龍
- 芝田山部屋：3代木村銀治郎

大相撲トーナメント、NHK福祉大相撲の中止を受けて、日本相撲協会は2月8日に陽性者を除く全協会員を対象にPCR検査を実施し、新たに以下の関取衆・親方を含む協会員252名が1月場所後に新型コロナウイルスに感染したことを発表した（※印は発表後の2月10日以降に感染が公表された協会員）。
- 関取衆：大関・正代、小結・明生、幕内・霧馬山、宝富士、志摩ノ海、千代の国、天空海、※宇良、十両・美ノ海、紫雷、※平戸海
- 年寄：9代陸奥、17代浦風、17代時津風、7代立浪、10代甲山、13代境川、11代木村瀬平（木瀬）、29代小野川、8代安治川、17代楯山、13代勝ノ浦、※10代式守秀五郎（式秀）、※15代大鳴戸

さらに、2月25日にこれまでの新型コロナウイルス陽性判明者以外の協会員約570人にPCR検査を実施し、13代中村、15代中川、13代稲川の3名の親方の新型コロナウイルス感染が明らかになった。
3月場所は大阪で3年ぶりの有観客開催となり、当初は力士衆の新型コロナ感染・濃厚接触による休場はなく、感染が判明した幕内各行司の木村寿之介のみ休場と発表されていたが、初日を翌日に控えた同月12日に尾上部屋所属の力士養成員2名の感染が判明し、同部屋所属の13名が休場となった。また、場所終了後に6代大島、15代花籠、幕内・輝の感染が公表されている。
5月場所は、初日1週間前となった5月2日に前頭・逸ノ城の新型コロナ感染が判明し、隔離期間の関係から5月場所の休場が決定した。
5月場所終了後の6月6日より同月23日まで、新型コロナウイルス感染防止対策から禁止されていた出稽古が2年3か月ぶりに解禁された。出稽古の条件として、お互いの部屋の親方が人数や稽古日数などを了承したうえで、部屋に出向く力士が前日にPCR検査を受けて陰性を確認するほか、定期的な抗原検査が求められている。
7月場所は直前の6月28日のPCR検査で、田子ノ浦部屋の幕内・髙安と力士養成員1名の感染が判明し、さらに7月2日の検査でも同部屋の力士養成員1名の感染が確認されたことから、師匠の田子ノ浦の判断により所属力士全員の7月場所休場が決定している。
新型コロナウイルスの第7波となる爆発的な感染拡大に伴い、7月場所中に新型コロナ感染者が続出している。7月15日に出羽海部屋の関係者に新型コロナ感染が判明し、当場所は角番となっていた大関・御嶽海を含む同部屋所属の力士・関係者が7日目の同月16日より休場となった。後に御嶽海も新型コロナ感染が判明しており、関取衆の新型コロナ感染関連での途中休場は初のケースとなった。このため、御嶽海の来場所の大関陥落の判断も含めた出羽海部屋所属の力士の番付の取り扱いについては、場所後の番付編成会議で協議する方針を示しているが、御嶽海は来場所も大関の座に据え置かれる方向と見られている。また、16日の時点で宿舎が別であった11代出羽海も8日目の翌17日に発熱の症状が見られたため、検査の結果新型コロナ感染が判明し、同日から休場となった。11代出羽海は7月場所の担当部長であることから、事業部長の9代陸奥が業務を代行する。
さらに8日目の取組を終えた十両の欧勝馬が取組後のPCR検査で新型コロナ感染が判明し、9日目の翌18日から欧勝馬の所属する鳴戸部屋勢の力士と師匠の15代鳴戸が休場となり、18日になって18代放駒も同日朝の検査で新型コロナ感染が判明したため、18代放駒と幕内・一山本、十両・島津海を含む放駒部屋の力士も9日目から休場。翌19日には武蔵川部屋所属力士の新型コロナ感染が判明し、師匠の15代武蔵川と同部屋所属力士が10日目から休場するなど中盤以降途中休場が続出し、終盤に入ると20日には佐渡ヶ嶽部屋と玉ノ井部屋の関係者に新型コロナ感染が判明し、審判部長を務める13代佐渡ヶ嶽と幕内最高優勝争いに関わっていた琴ノ若を含む両部屋の力士の休場が決定。さらに前日に体調不良で休場した筆頭呼出の次郎（春日野部屋）も新型コロナ感染が判明するなど協会員の途中休場が増え続けており、翌21日は浅香山部屋の関係者に新型コロナ感染が判明し、師匠の15代浅香山と部屋所属力士が12日目から休場。さらに三役格行司の木村容堂（九重部屋）も新型コロナの感染が判明し途中休場となるなど場所運営面にも影響しており、12日目には幕下以下の二番で「対戦相手双方がコロナ関連による休場で不戦敗」となる珍事も発生し取組編成も苦慮するようになっている。
22日には伊勢ノ海部屋、片男波部屋、芝田山部屋の3部屋でも新型コロナ感染が判明し、さらに同日午後には追手風部屋で幕内・遠藤の新型コロナ感染が判明したことで、各部屋所属力士が13日目から休場となった（例外として追手風部屋所属で序二段全勝優勝した日翔志はこの日の午前中の取組であったため、遠藤の感染判明前で休場の対象外だった）。このため、13日目の中入り後取組18番のうち7番で不戦が発生し、錦富士対翔猿戦から錦木対逸ノ城戦までの5番が連続で不戦となるなど前代未聞の事態となった。
千秋楽となった24日は取組進行中に八角部屋の幕内・北勝富士の新型コロナ感染が判明し、同部屋所属の幕内・隠岐の海が休場（同部屋所属の十両・北の若は判明前に取組を終えていた）。さらに協会理事長で師匠の8代八角が表彰式を欠席することとなり、事業部長の9代陸奥が職務を代行することとなった（協会挨拶は判明前に八角が行っていた）。千秋楽翌日には14代二子山、13代立川の感染が判明している。
7月場所千秋楽で番付掲載力士627人中179人（場所前に引退した松鳳山を除く）、関取衆23人（戦後最多。うち2人は新型コロナ関連以外での休場）が休場する異常事態となったものの、千秋楽まで開催は継続された。しかし、これまでコロナ感染関連で場所途中に休場したことによる次場所の番付上の取り扱いが明確になっていなかったことや、感染や濃厚接触疑いによる所属部屋力士の集団休場に伴う取組数の減少など、場所運営上様々な問題が浮上したことで、再検査で陰性だった場合は休場させないなど、感染していない力士らの出場案を模索するなど、協会は新型コロナ関連の出場ルールを再検討せざるを得ない状況となった。
7月場所の成績を受けて、同月27日に番付編成会議で新型コロナ関連による休場力士の取り扱いなど約6時間近くにわたる協議が行われた。その後、8月29日に発表された9月場所番付では、先場所角番で7日目の時点で2勝4敗の状態で新型コロナ関連による休場となった大関・御嶽海（最終的に2勝5敗8休）は西大関となり、角番は引き続き9月場所も継続となった。また、他の新型コロナ関連による休場力士のうち、休場時点で勝ち越しあるいは負け越しが決定していた力士は成績を反映させて番付を上下させ、一方で休場時点でどちらも決定していなかった力士は番付を据え置く措置がごく一部の例外を除いて取られた。
9月に入り政府が感染者・濃厚接触者の隔離期間の短縮を発表したことを受けて、日本相撲協会は9月場所前の9日の取組編成会議で、これまでの感染者が出た部屋の全力士を千秋楽まで一律に休場させる措置を取りやめ、陽性者に関しては「判明した翌日から1週間休場し、その後に出場を可能」とし、感染者と同じ部屋に所属する協会員は濃厚接触者とし「陽性者が判明した翌日と翌々日に検査をして2回とも陰性だった場合は、感染者判明から3日後に出場を可能」と緩和した。また、感染者と生活拠点を異とする関取や部屋付き親方は濃厚接触者に当たらず、体調次第で出場可能とした。
9月場所前には小結・阿炎、十両・朝乃若などの協会員の感染が散発的に判明した。結局、阿炎は新型コロナと関係なく肘と足の手術を7月に行った影響により初日から休場した一方で、朝乃若は「新型コロナウイルス感染の後遺症」による不調を理由に初日から全日休場した。関取衆の新型コロナウイルス感染の後遺症を理由とした休場は初の事例となった。なお、朝乃若の次の11月場所の番付については、これまでの新型コロナウイルス感染または濃厚接触による休場の救済が適用されず、通常の疾病による休場と同等の扱いとなったため、西十両5枚目から西幕下4枚目に降下となった。審判部長の伊勢ヶ濱は「（朝乃若は）コロナでの休場ではないので、（番付が）据え置きにはならないです」と述べ、通常の全敗と同様の扱いであることを明らかにした。また、親方衆からもこの措置に異論はないと説明している。
2022年の経常収支は31億円の赤字で、3年連続の赤字。経常収益は21年度より約26億円増え、約101億円。経常費用は約24億円増の約132億円。正味財産は約32億円減少し、約265億円。

### 国技館での感染防止対策
国技館での本場所開催に当たっては、月日の経過とともに無観客から入場人員を増やす措置とともに、観客の感染防止対策として4人用の升席の利用制限（テープで仕切って1人→2人用に変更）、飲酒の禁止、食事スペースの設置、声援の自粛や拍手の推奨といった措置を行っており、また、国技館のある東京都と連携して連携し、懸賞旗と同じ大きさ（縦120センチ、横70センチ）の告知旗を5種類作成。告知旗を持った呼出しが取組の合間の計3回土俵上を回り、感染防止対策を啓発している。
また、新型コロナウイルスワクチンを日本へ供給しているモデルナが、2022年3月の大相撲令和4年3月場所から幕内の数番において懸賞を出しており、白地に赤い和風の文字で社名を書いた懸賞旗で土俵を一周している（懸賞アナウンスは「メッセンジャーRNAのモデルナ」）。相撲を通じてワクチン接種推進や同社の認知向上を広げようとする目算がある。
また、協会は2021年7月に「土俵周り、花道でのマスク着用について」という文書を公表し、本場所を観戦に来た観客にも印刷物を配布して説明を行っている。それによると、全協会員が場所前にPCR検査を行い陰性の者だけが出場し手指の消毒・呼出が使う箒の消毒も行っており、また力士の取組について専門家は1～2分ほどであるため濃厚接触に当たらないと判断しているという。力士・勝負審判・行司・呼出は土俵周り・花道でのみマスクを外しているが、それは伝統文化である大相撲の様式美を守るためであり、それ以外ではマスク着用のうえ手指消毒などの感染対策をしている。また全協会員は番付発表の3日前から場所中の約1ヶ月間は行動制限があり、ルールを破った者に対し厳しい処分を行っていることも記述されている。

### 興行面での影響
前述の通り、本場所での開催中止や観客の入場制限が続いた影響で、日本相撲協会の収入が大幅に減収したほかにも、地方巡業が2年近く行われない事態が起きるなど、本場所以外のいわゆる花相撲にも大きな影響を与えている。毎年2月に行われる大相撲トーナメント（フジテレビジョン主催）、NHK福祉大相撲は2021・22年と2年連続で中止となった。
また、引退する関取経験者の断髪式を行う引退相撲も新型コロナウイルス感染拡大の影響で特に2020年以降は開催延期が続出し、引退して年寄を襲名した親方が引退相撲、断髪式を行えずに、引退から2年近くも髷を残したまま業務に就く者も散見される。2021年に引退し年寄を襲名した元横綱の白鵬、鶴竜も例外でなく、それ以前に引退した親方の引退相撲の延期で国技館のスケジュールが積滞する状態となっており、2022年に入り、豪栄道、安美錦、豊ノ島といった2020年以前に引退した元力士の引退相撲が本場所の合間を見て行われるようになってはいるものの、国技館のスケジュールの積滞は続いている状態に変わりはなく、白鵬の引退相撲は2023年1月、鶴竜の引退相撲は2023年6月に開催予定となっている。また、2020年1月に引退した荒鷲（元幕内、外国籍のため年寄は襲名せず）のように当初の予定が延期となった上に、諸事情から国技館を使用しながらも引退相撲を実施せず、関係者に限った断髪式のみを実施するケースも発生している。
2022年3月31日の理事会で、同年7月場所より観客人数の上限を設けないことと、2019年11月を最後に中止されていた地方巡業を再開することが決定された。感染対策については既存の新型コロナウイルス対応ガイドラインと別に巡業実施に特化したガイドラインを制定したうえで、7月場所終了後の2022年8月5日、東京都立川市を皮切りに関東地区5か所での約2年8か月ぶりの地方巡業が始まっている。

## 協会葬
在職中、または現役中に相撲界の発展に多大に寄与した者に対し、日本相撲協会葬を行う。原則として、在職中に死去した理事経験者か横綱の場合に限る。ただし、協会を退職していた出羽ノ花國市や三役にも理事長にもなっていない柏戸秀剛、関取経験の無い橋詰正次が協会葬になった例がある。なお、第58代横綱の千代の富士貢は理事経験者で現役協会員のまま死去したが、協会葬ではなく、お別れ会として開催された。また、千代の山雅信と隆の里俊英などは元横綱で現役協会員のまま死去したが、理事経験者ではなかった為、協会葬は実施されていない。
また、協会を定年退職後に死去した為に理事長経験者の初代若乃花幹士や佐田の山晋松、魁傑将晃が協会葬にはならず、千代の富士と双璧をなす大横綱かつ理事経験者の大鵬幸喜も停年協会退職後の為に協会葬にはならなかった（国技館エントランスホールでお別れ会は実施された）。
|    | 年月日         | 名前               | 最高位・現役名         | 備考                    |
| -- | -------------- | ------------------ | ---------------------- | ----------------------- |
| 1  | 1922年12月28日 | 出羽ノ海谷右衛門   | 横綱・常陸山           |                         |
| 2  | 1938年12月22日 | 玉錦三右衛門       | 横綱・玉錦             | 現役没                  |
| 3  | 1940年5月30日  | 木村庄之助（松翁） | 20代木村庄之助         | 立行司、現役没          |
| 4  | 1942年12月28日 | 木村良雄           | 十枚目格行司・木村良雄 | 殉職、現役没            |
| 5  | 1942年12月28日 | 橋詰正次           | 三段目・橋詰           | 戦争により死亡          |
| 6  | 1949年1月26日  | 出羽海梶之助       | 小結・両國             |                         |
| 7  | 1953年1月28日  | 立浪弥右衛門       | 小結・緑嶌             |                         |
| 8  | 1959年10月6日  | 春日野剛史         | 横綱・栃木山           |                         |
| 9  | 1960年12月26日 | 出羽海秀光         | 横綱・常ノ花           | 第2代藤島理事長         |
| 10 | 1968年12月25日 | 時津風定次         | 横綱・双葉山           | 第3代時津風理事長       |
| 11 | 1969年10月20日 | 立浪政司           | 横綱・羽黒山           |                         |
| 12 | 1971年9月2日   | 秀ノ山勝一         | 関脇・笠置山           |                         |
| 13 | 1971年9月4日   | 高砂浦五郎         | 横綱・前田山           |                         |
| 14 | 1971年12月23日 | 玉の海正洋         | 横綱・玉の海           | 現役時の病没            |
| 15 | 1975年3月27日  | 二所ノ関勝巳       | 大関・佐賀ノ花         |                         |
| 16 | 1977年4月22日  | 伊勢ヶ濵万蔵       | 横綱・照國             |                         |
| 17 | 1977年12月23日 | 宮城野潤之輔       | 横綱・吉葉山           |                         |
| 18 | 1982年12月28日 | 伊勢ノ海裕丈       | 幕内・柏戸             |                         |
| 19 | 1987年6月2日   | 市川國一           | 幕内・出羽ノ花         | 第4代武蔵川理事長       |
| 20 | 1988年12月13日 | 高砂浦五郎         | 横綱・朝潮             |                         |
| 21 | 1990年1月31日  | 春日野清隆         | 横綱・栃錦             | 第5代春日野理事長       |
| 22 | 1996年12月18日 | 鏡山剛             | 横綱・柏戸             |                         |
| 23 | 2005年6月13日  | 二子山満           | 大関・貴ノ花           |                         |
| 24 | 2015年12月22日 | 北の湖敏満         | 横綱・北の湖           | 第9代・12代北の湖理事長 |

※名前は逝去時。退職者は本名。

## 公式キャラクター
2009年よりマスコットとして「ハッキヨイ!せきトリくん」が登場した。せきトリを目指す「ひよの山」を主人公に「そっぷ山」「赤鷲」などのキャラクターも登場。デザイナーはにしづかかつゆき。
大相撲にマスコットを設置した理由については、相撲離れの進む若い世代にもっと相撲に興味をもらう事が目的の一つであるという。
公式サイトや関連刊行物にも子供達が読みやすいよう、漢字に読み仮名を振る配慮がされている。
2010年よりぬいぐるみや文房具などグッズも作られる。

## 協賛企業
2022年1月より大相撲史上初めてとなるスポンサー契約を、伊藤園とのトップパートナー契約を皮切りに開始した。以下協賛企業は幕内取組での懸賞や関連イベント、タイアップなどで展開される。

### 呼出パートナー
- 紀文食品
- なとり
- 永谷園
- はごろもフーズ
- 救心製薬
- スギヨ
- 鈴廣かまぼこ

### オフィシャルトップパートナー
- 伊藤園
- なとり

### オフィシャルパートナー
- ケーズクルー
- ハインツ日本
- HIROTSUバイオサイエンス
- 山崎製パン

### オフィシャルスポンサー
- イーパートナーズ
- ウエルシアホールディングス
- 大塚商会
- 花王（ビオレ）
- テツ コーポレーション
- Dメディカル
- 日本航空
- バーガーキング
- 伯方塩業（伯方の塩）
- ユニクロ

### 巡業パートナー
- JTB
- 大正製薬

### サスティナビリティパートナー
- アサヒビール
- 清酒大関
- 松竹マルチプレックスシアターズ
- トヨタ自動車
- 三井不動産レジデンシャル
- もち吉
- 森永製菓

### オフィシャルホテル
- Stay SAKURA Tokyo 浅草 横綱ホテル
- ザ・ゲートホテル両国
- 第一ホテル両国
- ホテル日航大阪
- コンラッド大阪
- TIAD, オートグラフコレクション
- ストリングスホテル名古屋
- 名古屋観光ホテル
- エスペリアホテル博多